# PlayStation 2
PlayStation 2（プレイステーション ツー、略称: PS2）は、ソニー・コンピュータエンタテインメント（略：SCE, 現：ソニー・インタラクティブエンタテインメント〈略：SIE〉）が日本で2000年3月4日、北米で同年10月、欧州で同年11月に発売した家庭用ゲーム機。生産終了は、2012年12月28日。

## 概要
本機は3Dゲーム機の黎明期に当たる1994年に発売されたPlayStation（以下、PS）の次世代機として開発された。本機には独自開発プロセッサであるEmotion Engine（EE）が搭載され、EEによる強化されたリアルタイムの物理演算によって、前世代機よりも表現力が向上した。また同じく独自開発プロセッサであるGraphics Synthesizer（GS）によって、テクスチャマッピングなどの基本的な3Dグラフィック処理のほか、性能上の制約が厳しいがセルフシャドウ描写や擬似的なハイダイナミックレンジ合成を行うこともできる。
本機は縦置きにも横置きにも対応し、DVDを主要メディアとして採用したことで、前世代機よりも映画的なゲームが増大し、DVD-Videoの再生機能を搭載したことで安価なDVDプレーヤーとしても利用でき、DVD-Videoの普及促進にも貢献した。また、光デジタル出力端子が搭載され、ゲーム機としては初となる立体音響が採用された。これによりAVアンプやデジタル用の光デジタルケーブルと繋ぐことで、サラウンドサウンドシステムを構築することができる。
このように、本機はゲーム機としての基本スペックが当時のパソコンを上回っており、DVD-Video再生機能やサラウンドサウンド、PlayStation BBを利用したインターネットへの接続などによって、「ゲーム機」の枠を超えた実用的なマルチメディア再生機を実現させた。
PS2のグラフィックシステムも扱えるようにしたLinuxであるPS2 LinuxというOSも別途発売されたが、PS2のリアルタイム3DCGに偏った独特の構造に起因する利用難易度の高さから主にギークの間で少数のみ出回り、各種実験が行われたのみで終わっている。但し、米イリノイ大学の国立スーパーコンピューター応用研究所(NCSA)はPS2 Linuxを利用して理論的には毎秒5000億回の演算が可能なクラスター・システムを構築することには成功している。
本機はPSとの互換機能（画質改善機能も追加）を搭載したため、既存ユーザーをそのまま取り込むことができ、PSで発売されたシリーズ作品の続編も発売されたことなどから人気を得た。2024年現在、史上最も売れたゲーム機（1億6000万台以上）であり、次世代機である「PlayStation 3」が2006年11月11日に発売されて以降も本機は2012年12月28日まで生産された。

## 歴史
1999年3月2日に東京国際フォーラムで開催された「PlayStation Meeting 1999」において「次世代プレイステーション」として発表。本体の開発ボードを使った、デモンストレーション映像を紹介した。さらにモデムは標準装備ではないこと、現行プレイステーションとの完全互換であり、周辺機器にも互換性があること、DVD-ROMのメディアを採用しCD-ROMも再生が可能なことを発表した。製品発表会にはほとんど姿を出さない出井伸之ソニー社長（当時）が出席し「あまりにも素晴らしいものができたので応援に来た」と発言した。基本仕様とSCEおよびサードパーティー（ナムコ、スクウェア）制作の性能デモが公開される。初代PlayStationのようなポリゴンやテクスチャの歪みが無く、大量の光の粒子で構成される花火やキャラクターの表情が動くなどの高度な3DCGは来場者に衝撃を与え、また期待を集めた。午後4時半に終了した発表会だが、当日の午後5時前後のニュース番組には映像が流れていた。当日の深夜に発表会のリポートを放送したテレビ番組の「トゥナイト2」をビデオリサーチで視聴率を調べたところ、当週の深夜番組の中でトップを記録していた。
同年9月13日にSCEが発売日と外観、39,800円の標準価格を公表し、翌9月14日の朝日新聞に掲載された。日本では日付の語呂にあわせて2000年（平成12年）3月4日発売となり、販売台数は発売から3日で60万台、ネットショップによる2週間先の注文分を含む38万台を加えて98万台を記録した。なお、使用部品の性能の高さと安価性から「兵器転用の恐れがある」としてワッセナー・アレンジメントで輸出規制対象となっていたことが明らかになり、発売当初に話題となった。
2000年12月8日、SCPH-18000の発売時に行列を作ったのはライトユーザーが多かった。PS2用メモリーカードは別売となったが本体と一緒にメモリーカードを購入する人は少なかった。「メモリーカードはいかがですか？」と聞いても「いらない」という答えが返ってきていた。店頭に並んでいた人に本体の用途を聞いてみたところDVDプレーヤーとしての機能の充実に興味を持つ人が多かった。
2003年にアナログ放送録画とHDDを内蔵したソニーのハイブリッドレコーダー「PSX」が発売。
2005年5月17日には次世代機であるPlayStation 3 (PS3) の概要が発表され、同年12月にはXbox 360がPS3よりも先立って発売されるなど次世代機への関心が高まり、相対的にPS2販売台数は縮小傾向になっていった。
2006年11月に次世代機であるPS3が発売された後も、しばらくはテレビゲーム市場の一角を占めていた。例えば2007年の北米における年末商戦ではPS3が120万台・PS2が130万台を売り上げていた。裕福層がPCゲームへと移行する中、比較的貧困層向けへのビデオゲームの売れ行きが良く、特に発売から年数が経過し購入しやすい価格となったPS2は人気であった。また、この頃よりゲームソフトのマルチプラットフォーム化が進んで、大手メーカーソフトがPS2を含めた多機種で発売されることもあった。
ヨーロッパでは、2010年にPS2を内蔵したソニーの液晶テレビ「BRAVIA KDL22PX300」が販売されている。
2011年時点では日本をはじめ、アメリカやヨーロッパなどの先進国ではPS3が主流となったが、ゲームが楽しめる上にDVDプレーヤーとしても使えること、DVDそのものが依然として主流であること、主要国ではそれらが“枯れた”規格としての手軽さなどから東南アジアや中東などの新興国で売り上げを伸ばしており、同年1月には世界販売台数が1億5000万台を突破した。
2012年12月28日をもって日本国内における本体 (SCPH-90000) の出荷が完了したことがSCEJより発表された。全世界での販売台数が1億5500万台以上で幕を閉じた。海外市場でも完全に生産終了したことが2013年1月4日に英紙the Guardianで報道された。
2014年3月31日には、SCPH-50000MB/NHおよび90000シリーズを除く機種で、2015年3月31日にはSCPH-50000MB/NHの修理等のアフターサービスの受付が終了。
2018年8月31日には、最終モデルであるSCPH-90000の修理受付を終了した。
2024年11月27日には、プレイステーションの30周年特設サイトにて世界販売台数が1億6000万台を超えていることが発表された。

### 累計出荷台数
- 2000年3月6日 - 日本72万台[25][注釈 10]。
- 2000年3月25日 - 日本125万台[26]。
- 2000年5月25日 - 日本200万台[27]。
- 2000年8月1日 - 日本300万台[28]。
- 2001年3月23日 - 世界1000万台[29]。
- 2001年5月17日 - 日本500万台、世界1200万台[30]。
- 2001年10月10日 - 世界2000万台[31]。
- 2001年11月26日 - 日本710万台[32]。
- 2001年12月11日 - 世界2300万台[33]。
- 2002年5月5日 - 世界3000万台[34]。
- 2002年7月24日 - 日本1000万台[35]。
- 2002年9月17日 - 世界4004万台（日本とアジア1097万台、北米1701万台、欧州1206万台）[36]。
- 2003年1月15日 - 世界5003万台（日本とアジア1253万台、北米2148万台、欧州1602万台）[37]。
- 2003年9月6日 - 世界6003万台（日本とアジア1417万台、北米2642万台、欧州1944万台）[38]。
- 2004年1月13日 - 世界7000万台（日本とアジア1618万台、北米2926万台、欧州2456万台）[39]。
- 2004年7月1日 - 日本1700万台[40]。
- 2004年9月21日 - 世界7300万台[41]。
- 2004年10月19日 - 韓国で販売台数100万台を達成[42]。
- 2004年12月31日 - 世界8000万台。
- 2005年3月末 - 日本とアジア2000万台[43]。
- 2005年6月2日 - 世界9000万台（日本とアジア2104万台、北米3648万台、欧州3248万台）[44]。
- 2005年11月29日 - 世界1億1万台（日本とアジア2222万台、北米4065万台、欧州3714万台）[45]。
- 2006年6月末 - 日本とアジア2300万台以上[46]。
- 2007年3月末 - 世界1億1700万台以上[47]。
- 2007年11月6日 - 世界1億2000万台以上[48]。
- 2008年6月3日 - 世界1億3000万台以上[49]。
- 2008年12月末 - 世界1億3600万台以上（北米・欧州5000万台）[50]。
- 2011年1月31日 - 世界1億5000万台[21]。
- 2012年3月31日 - 世界1億5500万台[51]。
  - ※2024年11月27日に公開されたプレイステーションの30周年特設サイトにて、世界1億6000万と修正された[24]。

## ハードウェア

### 本体

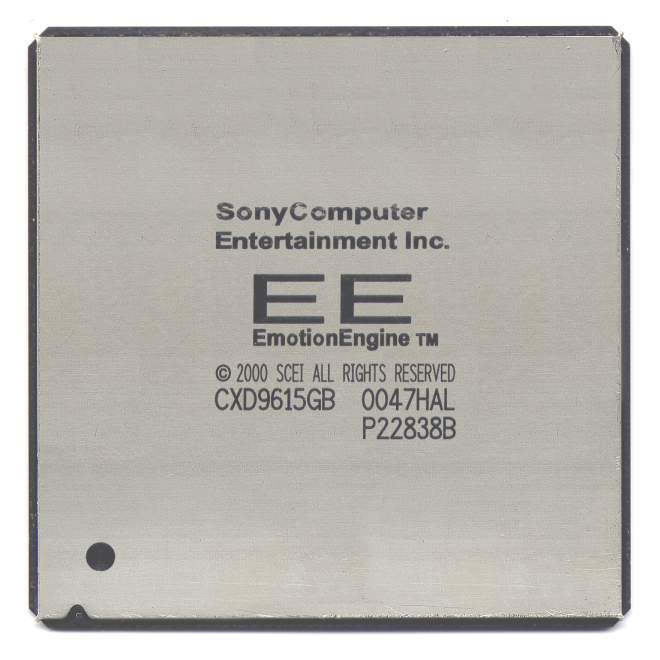
Emotion Engine CXD9615GB

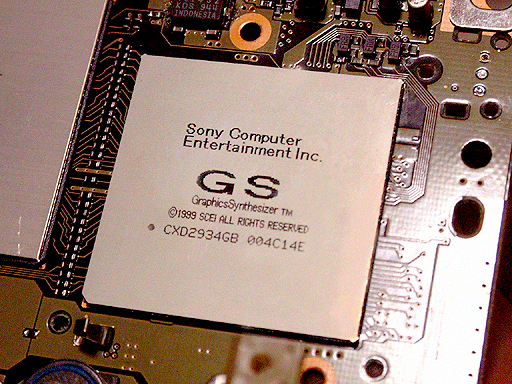
Graphics Synthesizer CXD2934GB

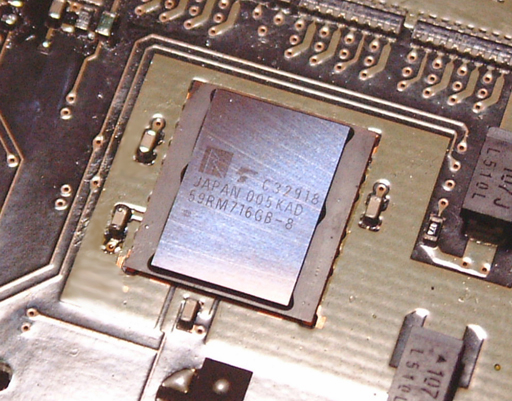
DRDRAM TC59RM716GB

筐体
発売当初の外観は、PSの本体やコントローラのデザイン・VAIOシリーズのネーミング・ロゴデザイン・一部本体デザインなどを手掛けた後藤禎祐により「地球から宇宙へのメッセージを発信する黒い箱」（モノリス）をイメージして作られている。直線的な形によって、従来の家庭用ゲーム機に多い「横置き」と、発売時点では他にはPC-FXくらいしか例がない「縦置き」が可能となっている。なお、縦置きの際には転倒防止のため専用スタンド（別売、SCPH-1xxxx向けのHDDも挟み込み可能なモデルと3xxxx~5xxxx,7xxxx,9xxxx向けにそれぞれ存在）を併用することが推奨されている。横置きに関しても専用スタンドが存在した（ただし、10000~55000型のみ対応）。トレイについているロゴマークは置き方に応じて回転させることができる。
光学ドライブ
PS2規格用DVD-ROM、DVD-Video、PS2規格用CD-ROM、PS規格用CD-ROM、CD-DAの再生に対応する。SCPH-50000以降はDVD-R、DVD-RW、DVD+R、DVD+RWにも対応するが、プレイヤーの規格が古いため一部素材のDVD±RWと＋R、CPRM解除は非対応。
電源・イジェクトボタン
SCPH-50000以前では、電源ボタンは「IO RESET」・イジェクトボタンは「⏏」の文字が付いたボタンに、SCPH-70000以降では、電源ボタンは「IO」の左側に「RESET」の文字・オープンボタンは「⏏ 」の文字のみ付いてたボタンだった。
このハードで「トレイが閉じている場合はイジェクトボタンで本体が起動する」、「トレイが開いているときに電源を切ろうとするとトレイが閉じる」、「トレイを無理やり押さえつけるとトレイが停止する」といった慣習が初めて定義された。
電源スイッチ
電源スイッチは、リセットボタン（PS）から電源ボタンに統合され、位置も縦側のイジェクトボタンの上（2004年11月3日発売の薄型PS2の位置も縦側のオープンボタンの右）に移動された。また、電源ボタンを短く押すことで、電源を切らずにリセットされる「リセット機能」が追加された。電源ボタンを1秒押すことで本体の電源が切れ、本体がフリーズしたときのみ4秒以上押すと本体の電源を強制的に切ることができる。

電源・イジェクトランプ
電源ランプに加えて新たにイジェクトランプが追加され、位置もボタン部ディスクトレイの上側に変更された。
下側のイジェクトランプは、「青」に（SCPH-70000以降を除く）点灯する、イジェクトボタン押した後にイジェクトランプが点滅する。上側の電源ランプは、PlayStation及びPS oneでは「緑」だったが、PlayStation 2では「緑」（電源ON時）・「赤」（電源OFF時）点灯する。
なお、めったに起きることではないが、ファンを外したまま起動するといった要因で本体が熱暴走すると電源ランプが点滅しながらPS2本体の電源が強制的に落ちることがある。この場合は、電源ケーブルを抜き差ししない限りPS2本体の電源を入れなおすことはできない。
I/O
USBやIEEE 1394 (i.LINK) 端子、PCカードポート、AVマルチ出力端子などのインターフェースを備える。USB端子はキーボードやUSBマイクを利用したゲームなどに使用される。USB端子以外の使用頻度が低い端子は、本体の型番が上がるにつれ削除された一方で、LANポートなど新規追加された端子もある（#各モデル比較を参照）。LAN回線はゲーム中、または前期型で「PlayStation BB Navigator」を起動させたときにのみ使用することができる。LANポートはSCPH10000~18000型ではPCカードポート、SCPH30000~55000型ではPS2本体内の専用端子で接続したネットワークアダプターを経由しないと接続ができない。TCP/IPなどのプロトコルはすべてBIOS側に搭載され、ゲームがソニーの独自技術であるDNASで接続試行などを行った際に本格的なLAN通信が行われるが、アダプターの接触不良などがある場合は処理がフリーズして正しくLANが動作しないこともある。PS2用にフォーマットされていないATA HDDは認識自体が不可能であり、公式品の使用が推奨される。また、HDDアクセスランプはPS2の本体内側の下部分に隠し搭載されており、通気口からオレンジのランプが光ることを確認することができる。
DVD Player、BB NavigatorなどのOSバージョンアップ用ディスクはゲーム用CDよりも厳格にセキュリティがかけられており、ゲームディスクとデータの構造が異なる。
i.LINK端子はグランツーリスモ3などのローカル対戦で主に使用された。PSの本体に存在した「通信ケーブル」を接続するための端子はPS2には存在しないので、PS用ソフトの本体を2台以上使用した対戦はできない。また、オンライン対応タイトルでサーバーのリージョンをグローバル化することに成功したタイトルもかなり少なく、バトルフィールド2やモンスターハンター2などのごく少数しか存在しなかった。そのため、日本ではPS2のオンラインサービスがあまり広く普及しなくなる要因となった。
CPU
本機搭載のCPU、Emotion EngineにはFPU以外にも2基のベクトル演算ユニットが搭載されており、（多くのゲーム機に共通する性質ではあるが）CG描画や物理シミュレーションなどに必要な浮動小数点の並列計算に特化した設計とされ、発表当時最新PC用CPU、Pentium IIIを大きく引き離す性能を出している。その反面、一般的なパソコンで多用される条件分岐・整数演算・クロック周波数においては性能が大きく不足しているため、PS2 LinuxなどでCG以外のアプリケーションを動作させた場合、動作が遅く実用的ではなかった。
メインメモリにはRambus社のDirect RDRAMを採用。帯域は3.2 GB/sで、1999年時点のPC向けメモリの主流だったSDR SDRAM (PC133) の1.066 GB/sの約3倍の転送速度を実現している。
周辺プロセッサとの連携という観点からは、Emotion Engineにおける計算結果をそのままGraphics Synthesizerに流し込むという、汎用性を重視するPCでは不可能なCPUとGPUの密な連携が可能となっており、徹底してリアルタイム3DCG向けの設計となっている。そのため、EEとGSは片方のみで使用するプロセッサではないことから、SCPH-70000モデルでCPUとGPUが統合された「EE+GS」が使用されるようになった。
GPU
本機のGPU、Graphics Synthesizerは4 MBDRAMをチップ内に持つ。従来は論理LSIとDRAMを同一チップ上に形成するのは製造プロセスの違いから難しいとされており、当時としては大容量のDRAMを用いたDRAM混載LSIの先駆け的存在となった。混載によってVRAMのバス幅を2560 bitに高めたことで、48 GB/sというVRAM帯域を実現している。この広帯域では、PS2で用いる解像度の半透明テクスチャを大量に重ねてもフレームレートの低下を起こさないメリットがあったため、派手なエフェクトに活用された。
VRAMの帯域は次世代機のPlayStation 3 (PS3) と比較しても約2倍広く、アルファブレンドのようにVRAM上の大量のピクセルの値を変更する処理においてはPS3よりも優れている。
GSには固定機能シェーダしか搭載されていないが、メモリ帯域を生かして大量の半透明テクスチャを重ねる形でのポストエフェクトに似た表現や、CPUのVU1を使うことで頂点シェーダに似た処理を行える仕組みになっている。

### 周辺部

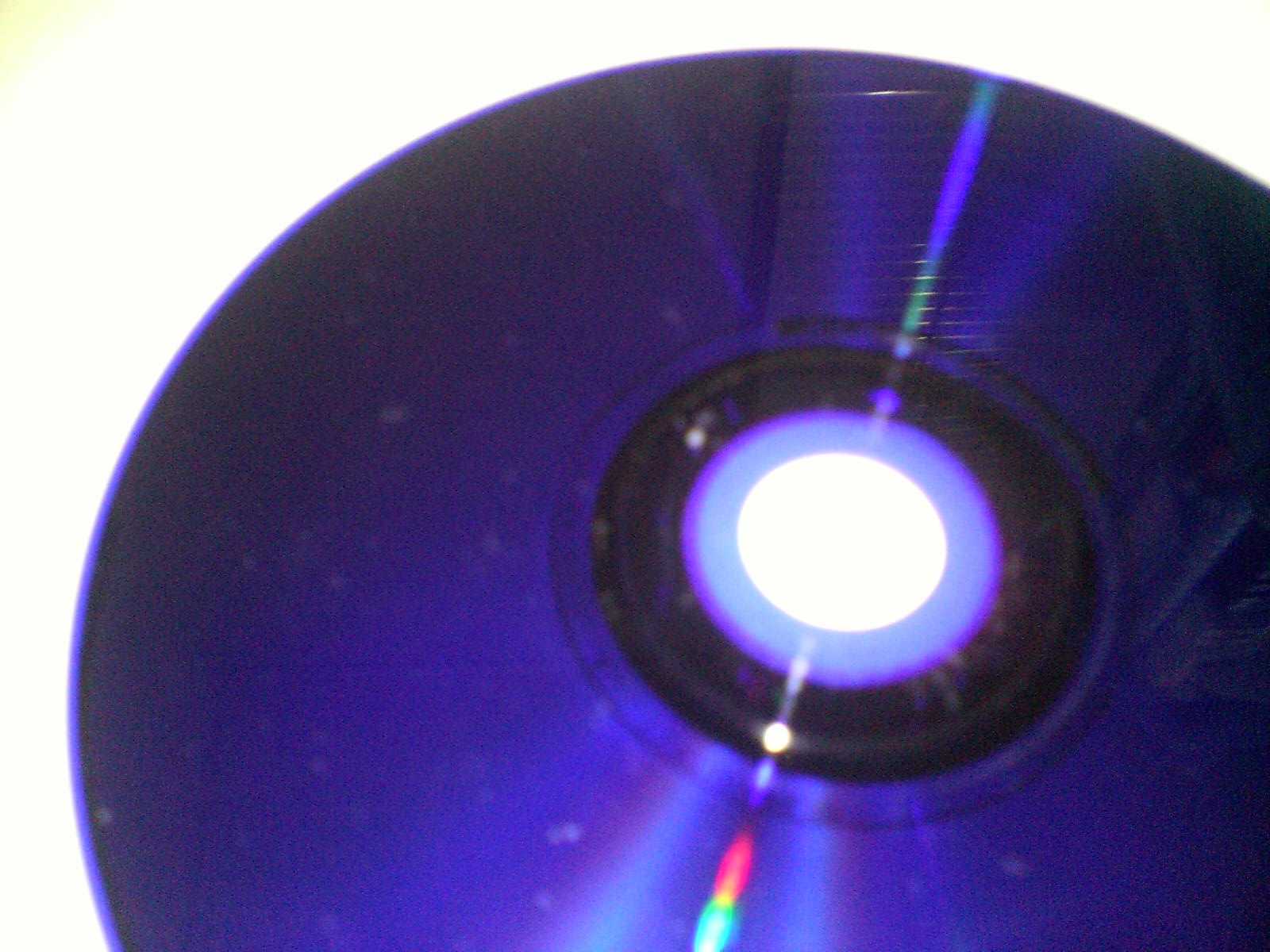
専用CD-ROM

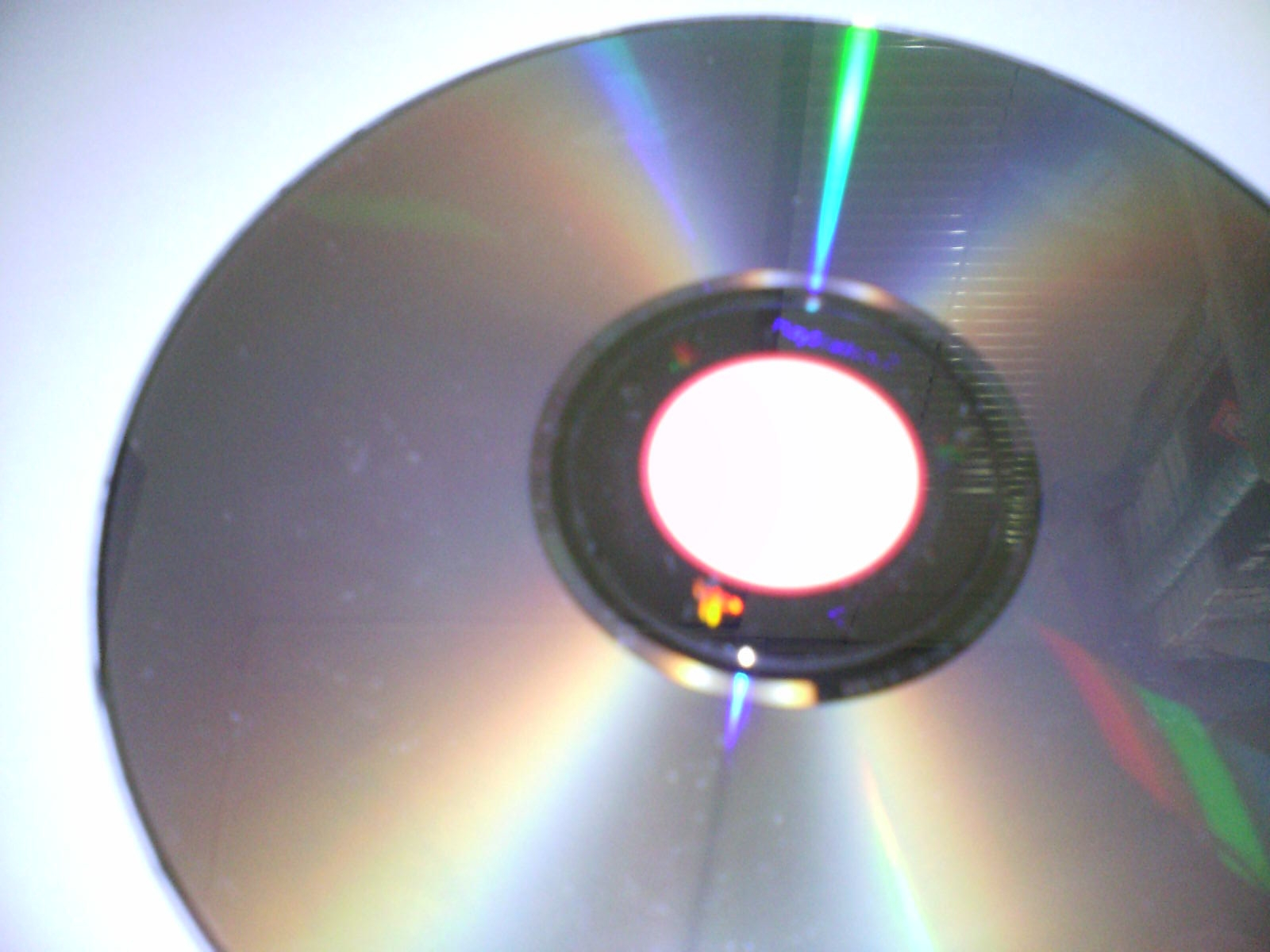
専用DVD-ROM

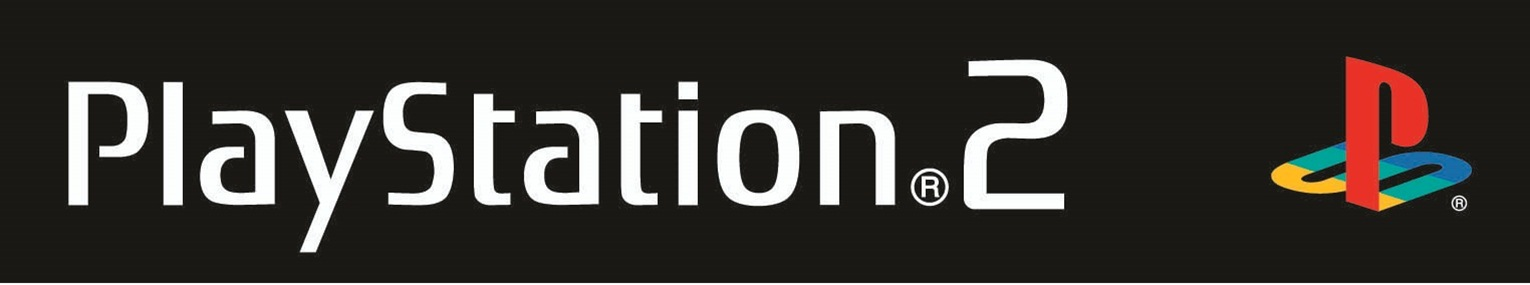
PlayStation 2用ソフトのジャケット表面の上にロゴ表示

コントローラ
本機付属コントローラはDUALSHOCK 2となった。従来のPlayStation用コントローラの最終型だったDUALSHOCKの振動機能に加えて、ボタンを押している深さ自体にも256段階の圧力が検知されるようになっており、押し加減によるコントロールができる。PS2にコントローラーを接続した際にDUALSHOCK、DUALSHOCK 2、その他のどのコントローラーを接続したかが判定される。
光学ディスク
PS2用ソフトのメディア裏面の色はCD-ROMが青、DVD-ROMは銀色（2層ディスクは薄い金色）。記録面にPSの共通ロゴマーク（🄬マーク付き）がうっすらと6つ見える。
ソフトのパッケージはDVDのトールケースと似た形をしており、ジャケット表面の上部に「PlayStation 2」とPSロゴが入っている。またソフトが2枚組の物でも一つのトールケースに収められている物が多く、連動していたソフトは単品でもプレイが可能だが、別のソフトとして扱われている。また、ゲームショップの一部ではトールケースのジャケットに似たパンフレットやソフトの体験版なども期間限定ながら無料で配布していた。

### 仕様

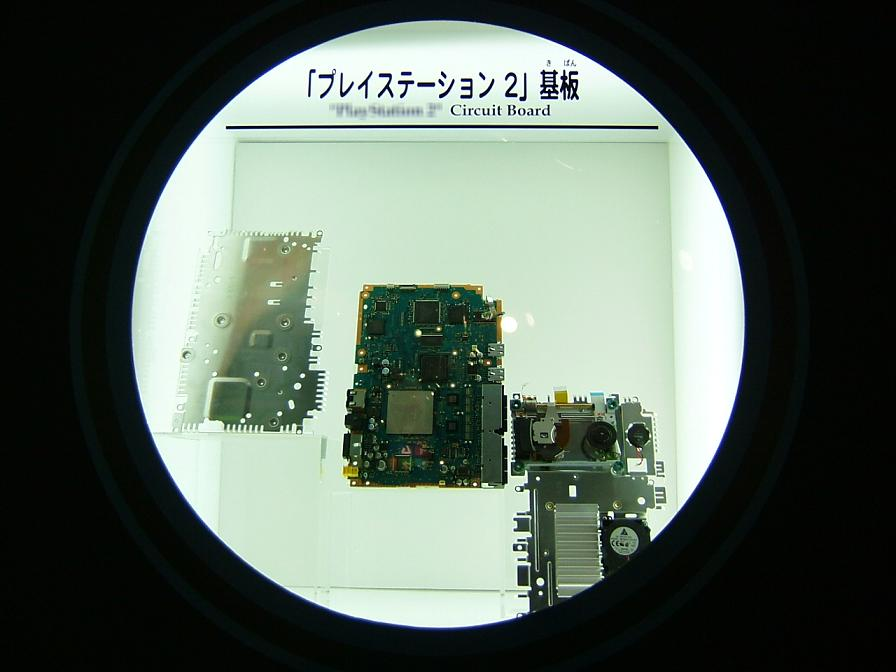
PS2の基板

外形寸法
SCPH-10000/30000/50000シリーズ - 約301×78×182 mm
SCPH-70000/90000シリーズ - 約230×28×152 mm
重量
SCPH-10000シリーズ - 約2.4 kg
SCPH-30000シリーズ - 約2.2 kg
SCPH-50000シリーズ - 約2.0 kg
SCPH-70000/75000/77000 - 約0.9 kg
SCPH-79000 - 約0.6 kg
SCPH-90000 - 約0.7 kg
消費電力
SCPH-10000/15000 - 約50 W
SCPH-18000 - 約48 W
SCPH-30000 - 約47 Wまたは約39 W
SCPH-35000 - 約47 W
SCPH-37000/39000 - 約39 W
SCPH-50000 - 無印/TSS:約39 W、MB/NH:約51 Wまたは約45 W、NB:約39Wまたは約32W、PW/CW/SA:約32 W
SCPH-55000 - GT:約39 Wまたは約32 W、GU:約39 W
SCPH-70000/75000/77000 - 約45 W
SCPH-79000 - 約38 W
SCPH-90000 - 約35 W
CPU
Emotion Engine（エモーション エンジン）
クロック周波数: 294.912 MHz
1基のMIPSベース 64ビットコア
16 KB スクラッチパッドRAM
2基のVPU（うち1基は単独で動作可能）
1基のIPU。MPEG-2デコードのうち、IDCTなどの一部処理が可能
浮動小数点演算性能: 6.2 GFLOPS
入出力プロセッサ
CPUコア - MIPS R3000カスタム（33.8/37.5 MHz）
サブバス - 32 bit
PSのメインチップを流用したもので、PS用ソフトの動作にも用いられる
Graphics Processing Unit
Graphics Synthesizer（グラフィックス シンセサイザ）
クロック周波数 - 147.456 MHz
メモリインターフェイス - 2560 bit
グラフィック性能
300万から600万ポリゴン/s
最大描画性能 - 7500万ポリゴン/s
メモリ
メインメモリ - 32 MB Direct RDRAM
転送速度: 3.2 GB/s
ビデオメモリ (VRAM) - 4 MB eDRAM
転送速度: 48 GB/s
サウンド
SPU2+CPU（PCM音源）
同時発音数 - 48音 ＋ ソフト音源 (WebSynth)
SPU2用RAM - 2 MB
サンプリング周波数 - 44.1 kHz, 48 kHz
デコード
ドルビープロロジックII 出力（ドルビーサラウンド）
ドルビーデジタル（5.1chサラウンド。一部の対応ソフト・DVDビデオ再生時）
DTS（ゲームでは4.0chサラウンド。光デジタル出力の仕様が必須。一部の対応ソフト・DVDビデオ再生時）
リニアPCM（2.0ch ステレオ。音楽CD・DVDビデオ再生時）
光学ドライブ
DVD-ROMドライブ（CD: 24倍速、DVD: 4倍速）
光ディスク
CD - CD-ROM、CD-DA
DVD - DVD-ROM、DVD-R、DVD-RW、DVD+R、DVD+RW（SCPH-50000以降のみ）、DVD-Video（DualDisc対応）、DVD-VR（CPRM非対応、SCPH-50000以降のみ）
PAL規格の映像は非対応、NTSCのみ
コントローラ
コントローラ端子×2（独自端子、最大2台。マルチタップ使用時は最大8台）
通信
モバイルネットワーク: 2G mova（別途増設が必要）
Ethernet: 10BASE-T/100BASE-TX x1（SCPH-55000以前の場合は別途増設が必要）
モデム（北米版SCPH-30000から50000において、北米版HDDアダプターであるSCPH-10281を別途増設した場合のみ）
AV出力
解像度 - 480i, 480p, 1080i、VESA（最大1280x1024）
アナログ出力: AVマルチ×1（映像は同時出力）
デジタル音声出力: S/PDIF 光デジタル 角型×1
I/O
USB 1.1ポート: 前面×2
メモリーカード差込口×2（独自端子、最大2個。マルチタップ使用時は最大8個）
PCカードスロット（16ビット）×1（SCPH-18000まで、BB Unitの接続以外には使用不可）
エクスパンションベイ用の端子×1（SCPH-30000からSCPH-55000、独自端子）
i.LINK×1（SCPH-39000まで）

## 内蔵機能
起動画面
青い煙の上に透明の立方体と緑・赤・青・桃の光（コントローラの△◯×□の色でもある）が浮かび「Sony Computer Entertainment」と表示され、画面が回転しながら煙の中に入っていくというもの。メモリーカードのセーブデータ数に応じて青い煙の中に立つ柱の数が増加する。PS3の画面のインターフェースを担当した平松修治によると、一般家庭の使用状況下においてPS3の発売時期に画面いっぱいに柱が立つようになっているとのこと。
自動診断
使い込んだディスクが読みにくくなった時、自動診断が"する"に設定されていれば自動的にレンズの焦点を合わせディスクの情報を少し読みやすくする。ただし、この機能は保存されない。
描画性能
半透明テクスチャを大量に重ね描きすることによって個性的なポストエフェクトやボリュームレンダリングのような特殊効果を実現するメーカーが多かった。しかし、独自作成のエフェクト処理1つ1つにも多数のポリゴンを使用することを意味し、公称スペックと比較して3Dモデルに用いることができるポリゴン表示数は大幅に減少した。
このように、ハードウェアの特異な構成に応じたソフトウェアの工夫によっては他社製のハードウェアでは実現できない特殊な処理も可能となった。
その反面、特異なハードウェアを活かすために常にソフトウェア側に工夫が必要とされるため、開発が全体的に難しくなったうえ、ソフトウェアの移植性に劣り、開発で得たノウハウが直接他のハードウェアで使えないという欠点があった。これら種々の課題を乗り越えてPS2に特化したソフトもあった。
DVDプレーヤー
DVD-Videoの再生に対応。
SCPH-10000/15000（日本国内のみ）では、同梱の『ユーティリティディスク』からDVDプレーヤーを同梱のメモリーカードに導入することでDVD再生機能を提供していた（同梱されたメモリーカードとは別のものにインストールすることもできる）。
バージョン3.00以上のDVDプレーヤーが収録された『DVDプレーヤー』の単体販売が行われていた。SCPH-50000以降ではDVDの映像をプログレッシブ（480p）出力できるほか、DVD±R、DVD±RW、デジタル放送を録画したDVDの再生が可能。暗証番号による視聴年齢制限設定も存在する。
50000型以降ではDVD-VRも再生が可能になるが、CPRMに対応していないため地デジ番組の録画ディスクは見れない。DVD±RWはディスクのラベルの材質によってはPS2で視聴できない（PS3ではどのような材質でも可能）。
ユーティリティディスク、DVDプレイヤー、PlayStation BB Navigatorのディスクのレーベル面のデザインは、銀色の統一されたデザインが採用されている。
CDプレーヤー
PSから引き続き音楽CDの再生機能が搭載されており、シャッフル再生、リピート再生の機能が追加されている。PS1に搭載されていたCD再生時のビジュアライザーは削除された。再生時には立方体の3DモデルがUIの一部に表示される。
ブラウザ
PSとは異なり、メモリーカード（SCPH-18000以前（日本国内のみ）はメモリーカードスロット（マルチタップ経由で挿入）に挿入されたPS・PS2メモリーカードを2枚のみ認識することが可能、SCPH-30000以降はマルチタップ経由で挿入されたPS・PS2メモリーカードを1台4枚、最大で8枚まで認識することが可能）とディスクが一元的に表示できるように整理された。PSメモリーカード（色はグレーのみ）・PocketStation（色はホワイトのみ）・PS2メモリーカード（色はチャコール・ブラックのみ）・黒ディスク（CD・PS用ソフト）・青ディスク（CD・PS2用ソフト）・銀（金）ディスク（DVD・PS2用ソフト・DVDビデオ・音楽CD）が3Dモデルで表示される。HDDユーティリティディスクをインストールした場合（HDDが搭載できないSCPH-70000以降を除く）のみ、箱（フォルダ）とHDDのアイコンが追加される。
PS2ではモデルの違いでOSに改良が加えられているが、HDDユーティリティディスクを除いてOSのバージョンアップを行うことはできない。
PlayStation BB Navigatorをインストールすると、それがブラウザの代わりとなるため使用できなくなる。
厚型（SCPH-50000以前）では「ディスク読み込み中」、薄型（SCPH-70000以降）では「読み込み中です。」にディスク認識中に表示。
システム設定
PSには存在しなかった環境設定が追加された。PS2を再起動しても設定が保存される。使用する言語、光デジタル出力のオンオフ、日付、画面比率（4:3・フル・16:9）、リモコンによるゲームプレイ設定（SCPH-50000以降のみ）の設定ができる。HDDユーティリティディスクをインストールした場合のみ、マウスの利き手やキーボード配列の設定が追加される。設定画面を開いているときに「□」ボタンを押すと設定項目が消え、画面の背景のみを見ることができる。背景の物体、およびディスクを入れていない場合のメインメニューの物体は内蔵電池が生きている場合は回転する。
表示言語
各国のPlayStation 2では、本体の表示言語を英語・フランス語・イタリア語・ドイツ語・スペイン語・オランダ語・ポルトガル語・ロシア語・ポーランド語・日本語・韓国語・中国語に変更することが可能。日本発売版では日本語・英語に、北米・欧州・豪州発売版では英語・フランス語・イタリア語・ドイツ語・スペイン語・オランダ語・ポルトガル語に変更することが可能である。
時計機能
ソニー・コンピュータエンタテインメントの家庭用ゲーム機としては初めて時計機能を搭載した。CR2032を使用したコイン電池式である。電池が切れるとRTCが停止するが、ゲームを通常通り遊ぶことが可能。ただし、メインメニューの粒子の回転が停止する。
エラー画面
規格外ディスクを認識すると、ブラウザ画面中でも画面が強制的に切り替わり、赤い煙の上に透明の立方体が浮かび「PlayStationまたはPlayStation 2規格のディスクではありません。」と表示される。このエラーはリージョンエラーが発生した場合でも表示される。ディスクトレイをイジェクト（薄型PS2では、オープン）するとこのエラーは解除される。
リージョンコード
PS2もPS同様にリージョンロック仕様であり、使用するPS・PS2用ソフトと本体のリージョンコードが一致しないとそのソフトを起動することができない。さらにDVD Videoにもリージョンロックが入る（リージョンエラーの場合はブラウザではなくプレイヤー側でストップが入る）。

### PSとの互換性
本機はI/Oプロセッサの中に前世代機であるPSが起動できるCPUが入っているため、2000年の発売開始当時、すでに世界での出荷台数の累計が7000万台を超えていたPS用のソフトウェアのうち一部を除くほとんどをそのまま遊ぶことができる。ただし、PS用ゲームのセーブにPS2用メモリーカードを使用することはできず、別途PS用メモリーカードとPocketStationが必要である。従来のコントローラの利用については、「DUALSHOCKは使いたいですね」といった表現で、断定は避けていた。
また、本機はソフト開発が難しい仕様である上、2000年の間は十分な開発ツールが提供されなかったため、良質なゲームソフトが出揃うまで時間がかかった。そのため新規ユーザーはPS2だけ購入すればPS用ソフトも購入して遊べ、ゲーム開発者はPS用ソフトを引き続き製作してもソフトウェアの売り上げに響かない互換性は大きな意味を持った。
また、PS用ソフトに対して、以下の2点でパフォーマンスを強化することが可能である。これらのモードの使用はサポート対象外であり、動作に問題が生じる場合がある。これらの設定は保存されないため、本機の再起動やリセットのたびに毎回再設定する必要がある。
テクスチャマッピング（テクスチャの補間）
テクスチャのジャギーをアンチエイリアシングで補間して滑らかにする。3DCGのテクスチャを多用したゲームで大きな効果があり、グラフィックが格段に滑らかになる。ただし、スプライト的に使用されているポリゴンのテクスチャまでも補間してしまうため、ドット絵を多用した2D系のゲームではドットの角が取れてしまうことでピクセルアートとしての質感が失われる場合がある。ポリゴンの継ぎ目に生じる隙間を目立たなくする処理を行っているゲームでは、ポリゴンに縁が付いてしまう場合がある。
CD-ROM高速読み込み
PS2のCD-ROMと同じシークタイムで読み込む。読み込み速度そのものは2倍速のままである。PS用ソフトの処理が速くなったりすることはないが、低速でもロード時間を短くするよう工夫されたソフトも多いため、効果が薄い場合もある。PS2用ソフトと同等のシークタイムで読み込むため、ドライブの騒音も大きくなるといった弊害もある。一部のソフトにおいては、起動画面（PSのロゴ）までは表示されるが、タイトル画面が出ないこともある。また、ゲームによってはサウンドが音飛びを起こしたり、サウンドの再生が異常に速くなってしまったりするものがある。
逆に最初から隠し機能として高速モードがあるソフトはコマンド入力無しに発動する恩恵もある。
メモリーカードスロットにも互換性があり、PS用メモリーカードを直接使用できる。PS2用メモリーカード (8MB) にもブラウザ上からPS用ソフトのセーブデータをコピーすることができるが、PS用ソフトからPS2用メモリーカードにアクセスすることはできなくなっているため、バックアップ用途にとどまる。また、メモリーカードの読み書きを高速化する機能も案としてあり技術的には可能であったが、読み書き速度やメモリーカードの容量に依存したソフトが多いことを理由に採用されなかった。
また、PS2をD端子ケーブルやコンポーネント端子ケーブルで接続した場合、PS用ソフトは大幅に画質が向上するが、一般的な映像フォーマットではない240p（256×240ピクセル）で出力される為、接続したモニタによっては信号に対応せずゲーム画面が乱れたり、全く出力されなかったりする事がある。PS3のPS1互換機能では240p出力は廃止された。

## バリエーション

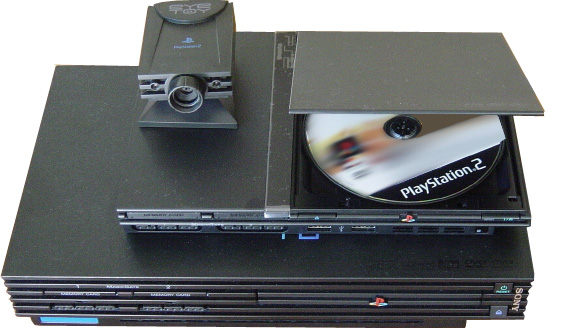
EyeToy（上）薄型PS2（中央）厚型PS2（下）

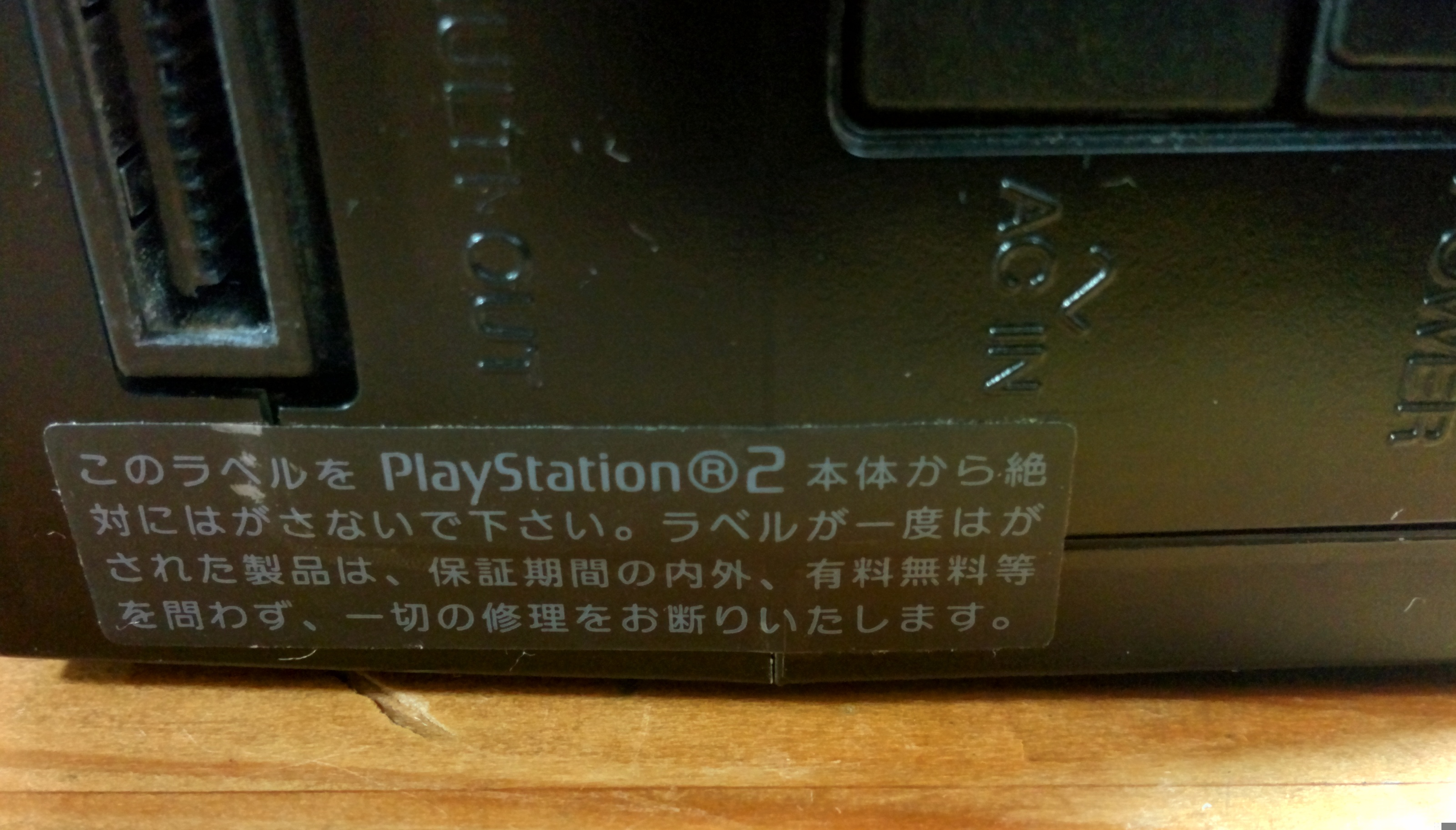
厚型PS2に貼りつけられた封印ラベル

本体色は特記なければブラックである。前世代機PSと同様に型番はSCPH-XXXXYの形式で付けられている。XXXXが型式、Yが発売地域を表している。
SCPH-18000以降の型では、自己修理および改造防止のため、PSにはなかったセキュリティシールが継ぎ目部分に貼付されるようになった。マイナーチェンジはSCPH-10000からSCPH-90000まで行われ、SCPH-70000以降は本体を薄型にするなど小型化された。
2014年9月、設計を手掛けた鳳康宏は「スリム化」前のPS2の冷却ファンは通常のものとは回転方向が逆（吸い込み側から見て時計回り）であることを明らかにした。

### 厚型モデル
2004年から販売している「薄型モデル」に対して日本国内では「厚型モデル」、日本国外では「PlayStation 2 Fat」と呼ばれることがある。

#### SCPH-10000系
日本でのみ発売されたモデル。シリーズで唯一PCカードスロットが搭載されている。消費電力は約50W。2つのUSB端子と右下のi.LINK端子が存在。
SCPH-10000
2000年3月4日発売、39,800円
最初に発売されたモデル。この機種とSCPH-15000にだけPS2用メモリーカードが同梱されている。
DVD-Videoの再生にはDVD再生用プログラム（同梱の『ユーティリティディスク』などからインストール可能）を書き込んだメモリーカードを装着してから起動する必要がある。簡単な操作により日本以外のリージョンが設定されたDVDも再生できたが、再生ソフトのバージョンアップにより修正された。
色はPSのグレーからチャコール・ブラックに変更。
光学ドライブはディスクトレイを採用。
SCPH-15000
2000年6月15日発売、39,800円
生産性向上、『ユーティリティディスク』1.00対策などのマイナーチェンジ。このモデルからは客の分解防止の為、PS2本体に封印ラベルが貼りつけられるように成った。
SCPH-18000
2000年12月8日発売、39,800円
DVDプレーヤーを本体に内蔵、リモコンとリモコン受光部が同梱。以降のモデルではDVD再生時にRGBケーブルの使用が制限され、PS2用メモリーカードは別売となった。

#### SCPH-30000系

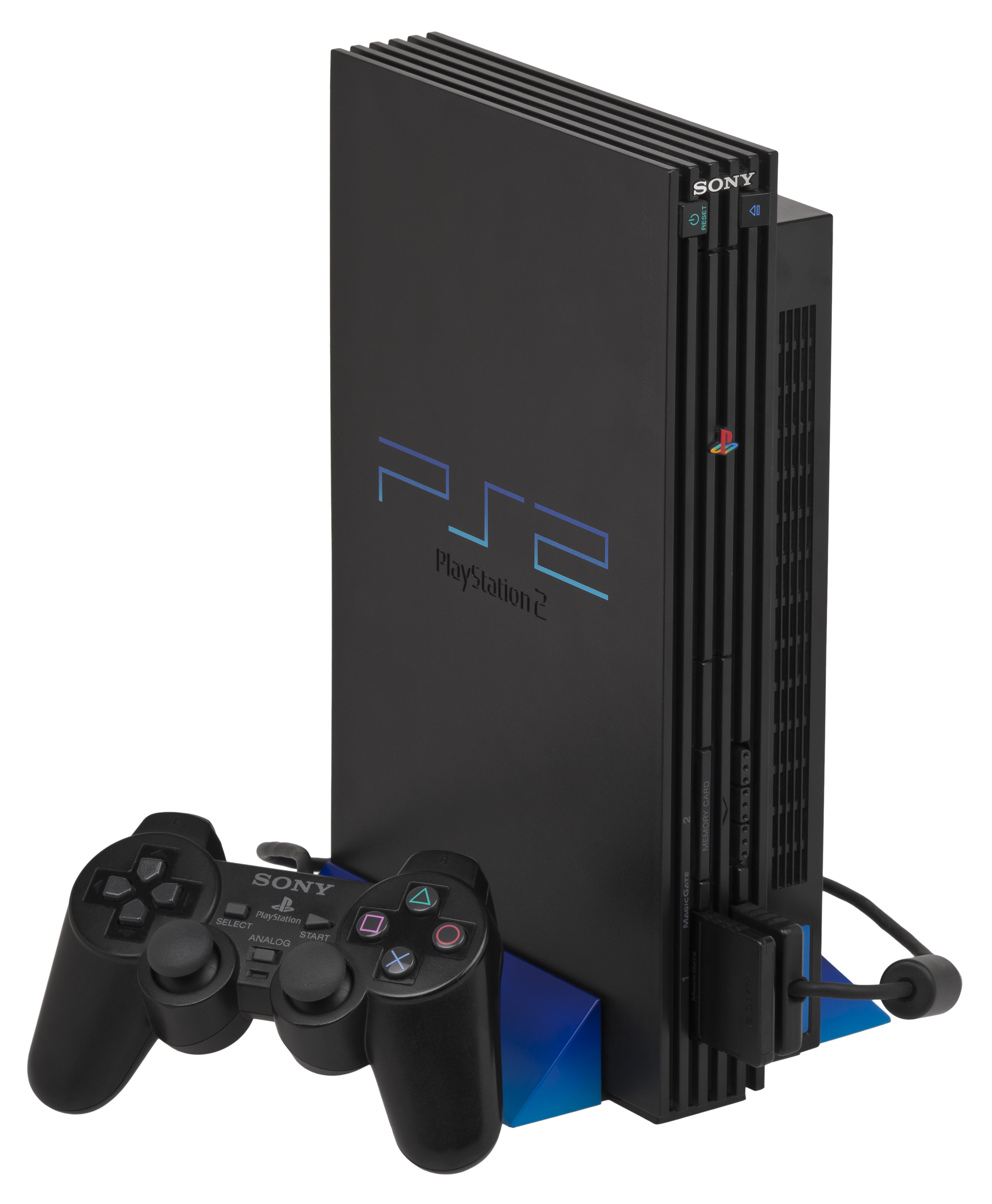
北米版SCPH-30001の本体とコントローラ

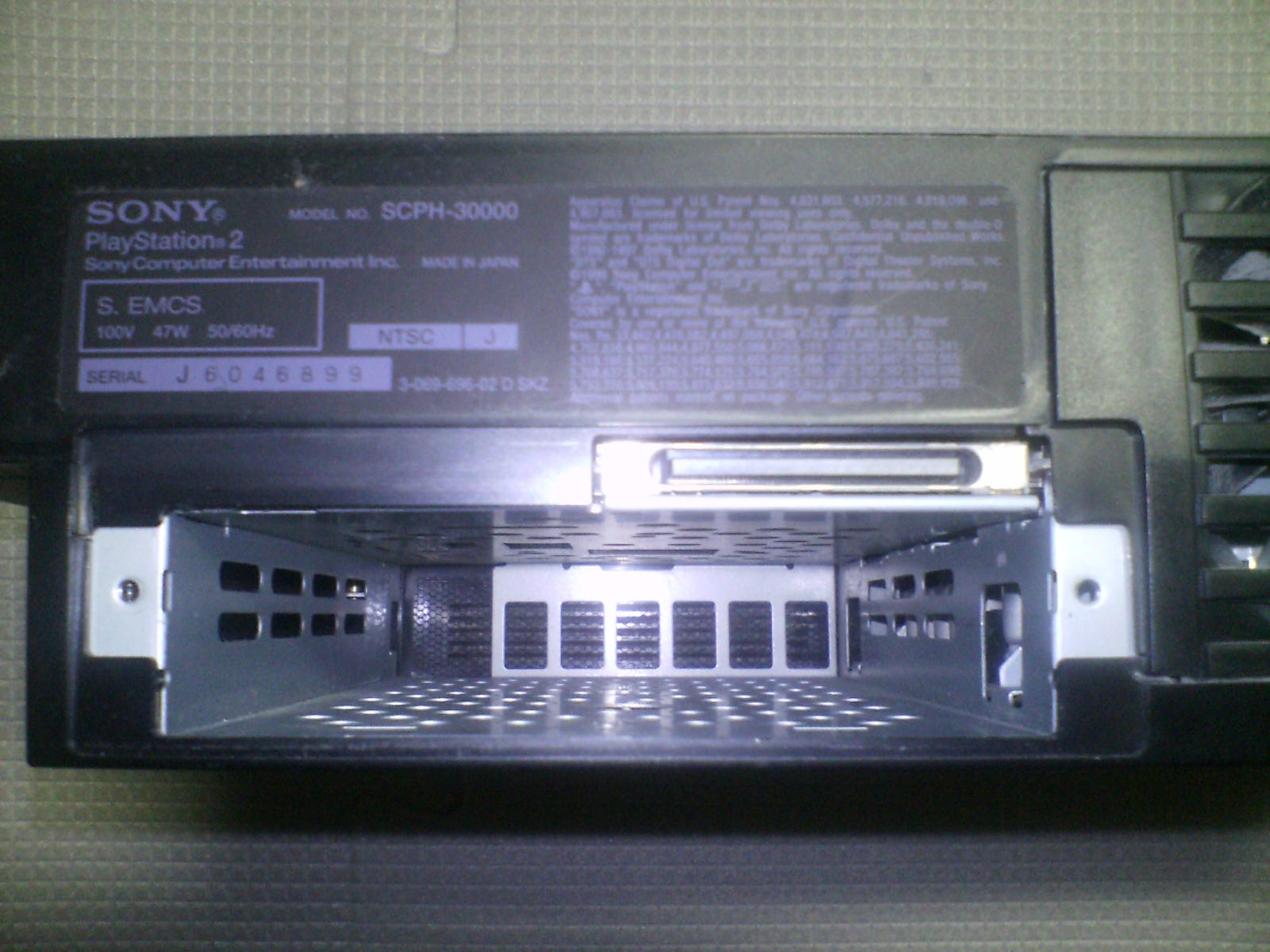
日本版SCPH-30000の本体にエクスパンションベイ

#### SCPH-30000
SCPH-30000は2001年4月18日発売、オープン価格。6月29日から35,000円、11月29日から29,800円、2002年5月16日から再びオープン価格。型番はSCPH-3XXXY。
機能は以前のSCPH-10000シリーズ（日本国内のみ）とほぼ同じ本体背面のPCカードスロットを代わって、1xxxxモデルで問題視されていた基板の内蔵方法を改良したため、北米・欧州モデルに先行して搭載されたエクスパンションベイを付属し、消費電力が39 W（SCPH-35000は47 W、SCPH-30000は39 Wと47 Wが混在）に低下し、EEとGSの0.18 μmへのシュリンクと通気口改善されたが、内部的にもハードディスク接続を見越した部分がある。本体側にはアクセスランプが内蔵され、ソフトウェア側では拡張ベイ部分のドライバを内蔵しておりPlayStation BB Unit使用時にメモリーカードにドライバをインストールする必要がない。リモコンとリモコン受光部別売となった。以前のSCPH-10000シリーズでは、i.LINK端子は右下から右上に移動。
SCPH-30000 ヨーロピアン・オートモービル・カラーコレクション
2001年11月8日発売（受注販売のみ）各色50,000円。5色セット250,000円
PS2生産出荷台数累計2000万台を記念して発売された限定特別色モデル。日本国内での販売はプレイステーションドットコムのみで単体販売600台、5色セットが66台の計666台。
本体と付属コントローラー、縦置きスタンドが通常色とは異なるカラーで鏡面色塗装処理が施され、通常別売のメモリーカードも本体に同封されている。
実際の自動車用の塗料を用いて塗装されているが、自動車用の塗料は塗膜が柔らかくそのまま梱包すると塗面がへこんでしまうため、塗装後に堅い塗膜のトップコートが施されている。
カラーはスーパーレッド、メタリックシルバー、アストラルブルー、スノーホワイト、ライトイエローの5色。
SCPH-35000 GT
2001年6月8日発売、39,800円
『グランツーリスモ3』を同梱したセット。基本仕様はSCPH-30000 (47 W) に準ずる。
SCPH-37000 L
2002年7月19日発売、30,000円
本体色は「オーシャン・ブルー」（半透明青）。ヒートシンクなどに変更が見られる。縦置きスタンドとリモコンが同梱。
SCPH-37000 B
2002年8月1日発売、30,000円
本体色は「ゼン・ブラック」（半透明黒）。その他の特徴はSCPH-37000 Lと同じ。
SCPH-39000
2002年11月21日発売、オープン価格
コスト削減などのマイナーチェンジ。
SCPH-39000 RC
2002年12月3日発売、26,800円

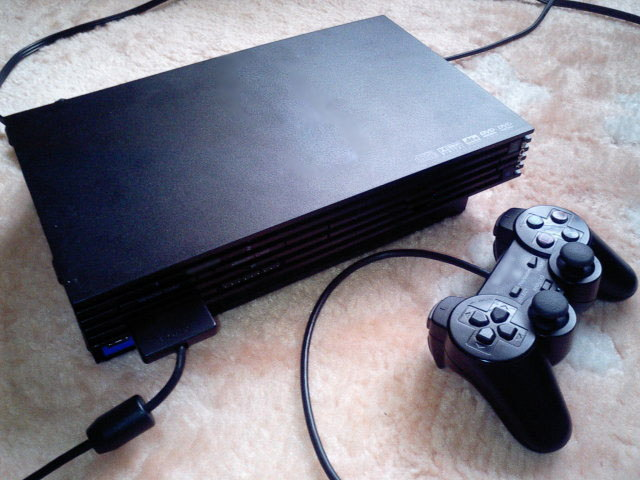
日本版SCPH-39000の本体とコントローラ

『ラチェット&クランク』同梱のアクションパック。
SCPH-39000 TB
2002年12月3日発売、26,799円
本体色はトイザらス限定カラー「トイズ・ブルー」。上記「SCPH-39000 RC」のトイザらス限定品。
SCPH-39000 S
2003年2月13日発売、25,000円
本体色はシルバー。PS2全世界5000万台出荷記念、2003年春季限定カラーモデル。
SCPH-39000 SA
2003年2月20日発売、25,000円
本体色は「SAKURA」（薄ピンク）。PS2全世界5000万台出荷記念、2003年春季限定カラーモデル。
SCPH-39000 AQ
2003年2月20日発売、25,000円
本体色は「AQUA」（薄めの青水色）。PS2全世界5000万台出荷記念、2003年春季限定カラーモデル。
SAKURA・シルバーはのちの50000系でも同色が発売されたが、AQUAは39000系のみの発売であった。

#### SCPH-50000系

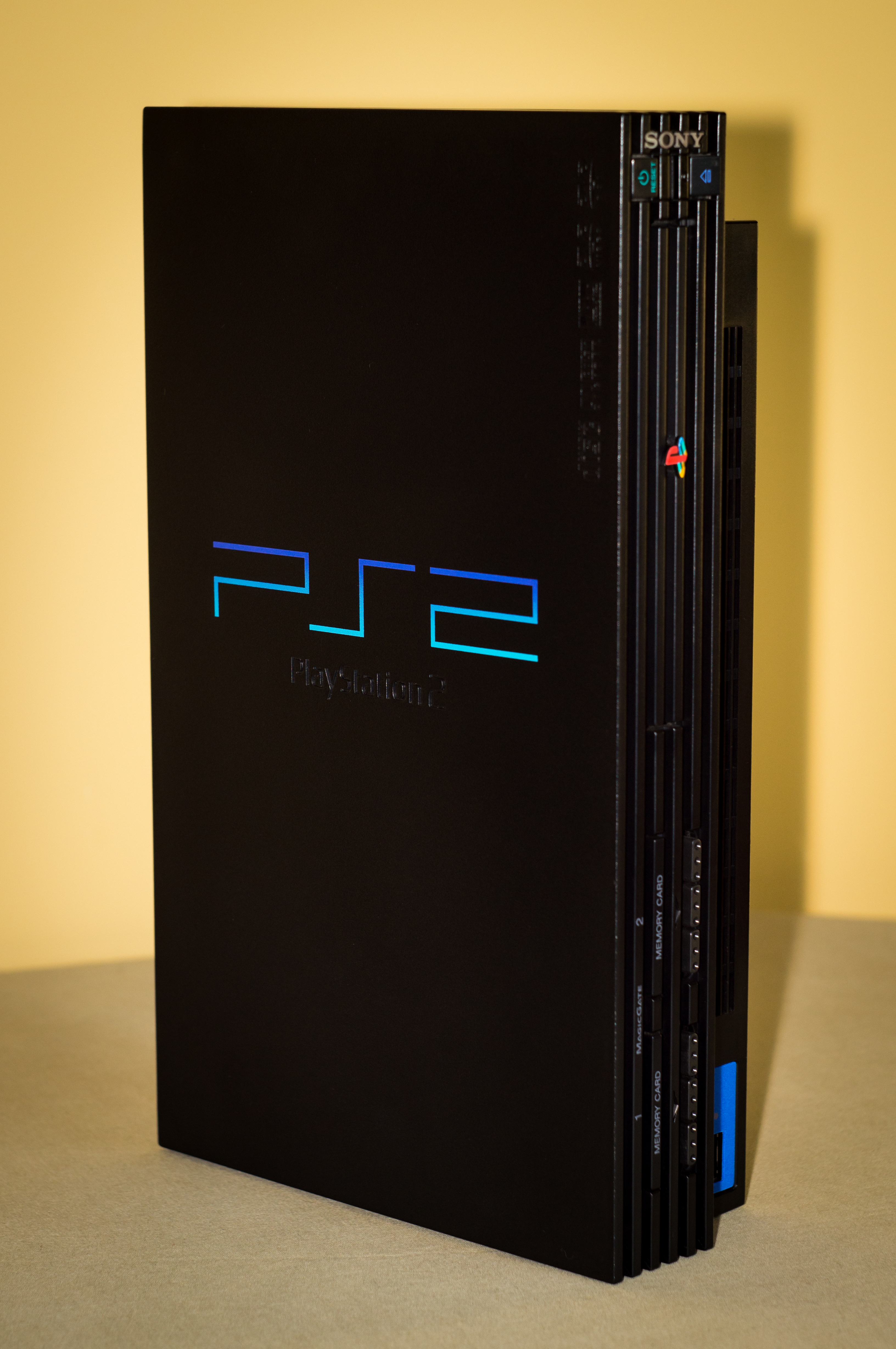
北米版SCPH-50001の本体

SCPH-50000は2003年5月15日発売、25,000円。機能はSCPH-10000系（日本国内のみ）・SCPH-30000系とほぼ同じで以前のSCPH-10000（日本国内のみ）・SCPH-30000シリーズのi.LINK端子が削除。これにより、『グランツーリスモ3 A-spec』などでi.LINK端子を使用することによってできた対戦が不可能となった。また、リモコン受光部が内蔵され、内蔵DVDプレーヤーがプログレッシブ出力に対応。新たに包装箱には、DVDドライブの対応メディアにDVD-R、DVD-RW、DVD+R、DVD+RWが表記されるようになった。電源回路が変更された影響でファンの回転が起動直後から起動後の数秒後に変更され、音も静穏化した。
2004年11月3日に薄型モデルが発売されたが、SCPH-50000シリーズは2008年まで継続販売されていた。型番はSCPH-5XXXY。
SCPH-50000
2003年5月15日発売
本体色はチャコール・ブラック
SCPH-50000 MB/NH
2003年6月12日発売、35,000円。2003年11月13日から29,800円、2004年11月3日から24,800円
本体色はミッドナイト・ブルー。型番は「MB/NH」とスラッシュを含む。『PlayStation 2 BB Pack』と題され、PlayStation BB Unitを標準装備したセット。同色の縦置きスタンドを同梱。
SCPH-50000 NB
2003年11月13日発売、19,800円
本体色がブラックからミッドナイト・ブラック（半透明黒）に変更。以降の基準モデルはSCPH-50000から本モデルに変更される。
SCPH-50000 TSS
2003年11月19日発売、19,799円
本体色はトイザらス限定カラー「サテン・シルバー」。トイザらス限定品。
SCPH-50000 CW
2004年3月18日発売、19,800円
本体色はセラミック・ホワイト。
SCPH-50000 SA
2004年3月25日発売、19,800円
本体色は「SAKURA」（薄ピンク、SCPH-39000でも発売された）。2004年春季限定カラーモデル。
SCPH-50000 PW
2004年7月25日発売、19,800円
本体色はパール・ホワイト。2004年夏季限定カラーモデル。
SCPH-55000 GT
2003年12月4日発売、22,000円
本体色はセラミック・ホワイト。『グランツーリスモ4"プロローグ"版』同梱。仕様はSCPH-50000 NBに準ずる。
SCPH-55000 GU
2003年12月4日発売、35,000円
本体色はゴールド。「機動戦士Ζガンダム百式ゴールド・パック」。『機動戦士Ζガンダム エゥーゴvs.ティターンズ』、大河原邦男デザインの特製縦置きスタンド等を同梱。仕様はSCPH-50000 NBに準ずる。

### 薄型モデル
従来機から部品点数を減らした結果、小型化を実現したモデル。日本では「新型」、または「薄型」、日本国外では「PlayStation 2 Slim」「PlayStation 2 Slimline」などと呼ばれることがある。

#### SCPH-70000系

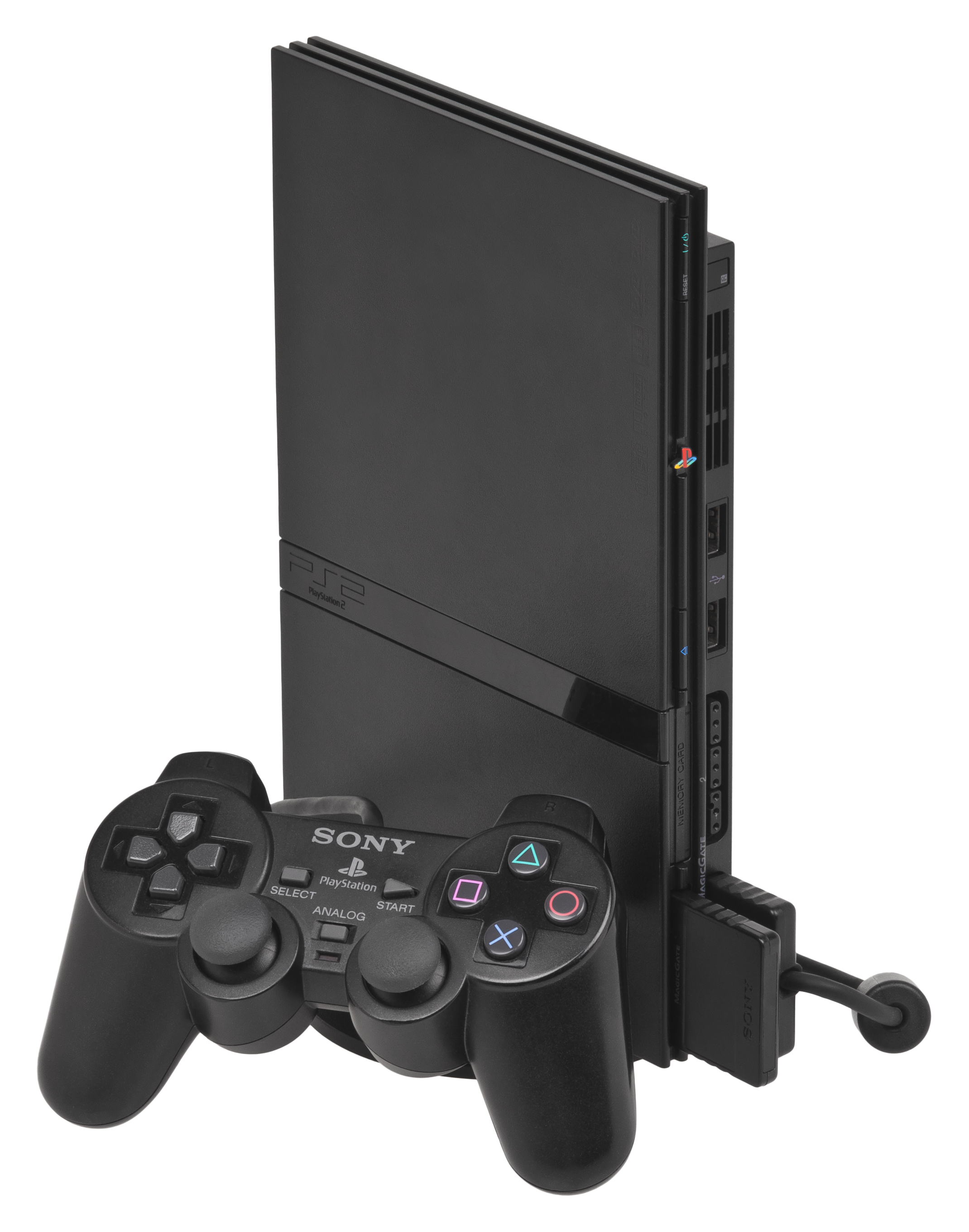
北米版SCPH-70001の本体とコントローラ

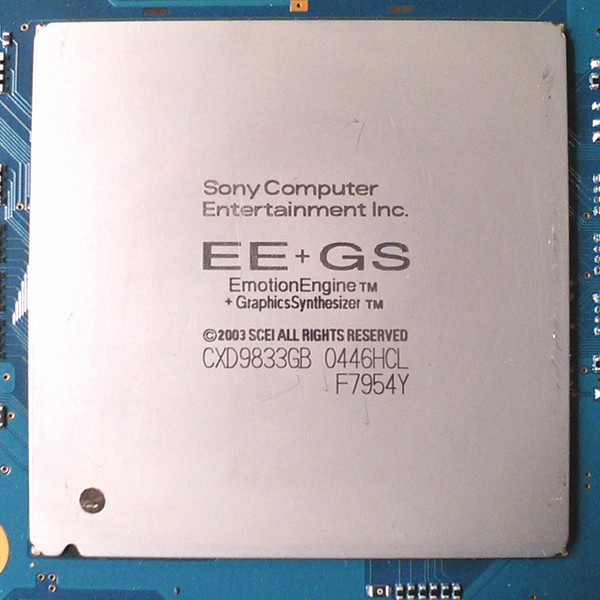
ワンチップEE+GS
CXD9833GB
(SCPH-70000CB)

SCPH-70000 CBは日本では2004年11月3日に発売、オープン価格。実勢価格19,800円。また欧州で2004年10月29日、北米で同年11月25日、豪州で同年12月2日に発売した。本体色はチャコール・ブラック。従来機からコストダウンが図られ、部品点数を従来製品の「1,614」から「1,216」まで減らし、体積で1/4以下 (約23%) 、質量比で1/2以下 (約45%) にまで押さえた結果、小型化を実現した。
本体は約2.0 kgから約900 gに軽量化し、本体の幅×高さ×奥行きは約301×78×182 mmから約230×28×152 mmに薄型化され、それまでのディスクトレイからトップローディングに変更された。また、トップローディングの蓋となっているのは、PlayStation・PS one以来となる。本体形状の変更により、SCPH-70000以降のモデルはPlayStation BB Unitが使用できなくなった。また、PS2初期モデルからの主電源スイッチは一旦削除された。代わりにイーサネット端子が内蔵されたが、HDDには対応しない。そのため、PlayStation BB対応ソフトのうち、アダプタのみを必要とするソフトは引き続き使用できる。歴代の据え置き型PSシリーズでPS Oneとともに唯一電源ユニットが内蔵されておらず、ACアダプターが必要。
この型番以降、本体のPS2のロゴはカラー印字から着色のない刻印へと変更され、説明書のデザインもPS時代のものから薄いものに変更された。ただし、初期画面でのロゴ表示や「あなたのシステム設定ファイル」の3Dアイコンの「PS2」のロゴの色は藍色と水色のグラデーションのままだった。
SCPH-75000以降のモデルでは正常に動作しないPS/PS2用ソフトが存在する。
SCPH-70000 GT
2004年12月28日発売、23,800円
本体色はチャコール・ブラック。『グランツーリスモ4』同梱のレーシングパック。
SCPH-70000 CW
2005年5月26日発売、オープン価格
本体色はセラミック・ホワイト。
SCPH-75000 CB, CW,SSS
2005年11月3日発売（セラミックホワイト）、オープン価格
2005年11月23日発売（サテンシルバー）、オープン価格
2005年12月12日発売（チャコールブラック）、オープン価格
本体色はチャコール・ブラック、セラミック・ホワイト、サテンシルバー。
機能はSCPH-70000から変化はないが、これ以降の型番のハードでは正常に動作しないソフトが存在する。
SCPH-75000 FF
2006年3月16日発売、オープン価格
本体色はチャコール・ブラックでFFXIIに登場するジャッジマスターの紋章がデザインされている。「PlayStation 2 FINAL FANTASY XII Pack」。スクウェア・エニックスの『ファイナルファンタジーXII』をセットにしたパッケージ。
SCPH-77000 CB
2006年9月15日発売、16,000円
本体色はチャコール・ブラック。
本体価格を下げたモデル。機能はSCPH-75000から変化はないが、同シリーズ以降から続く正常に動作しないソフトの一部に互換性の確保がされた。
SCPH-77000 SS
2006年11月22日発売
本体色はサテン・シルバー。生産限定色だったがユーザーの希望により標準色に加わる。
SCPH-77000 PK
2006年11月22日発売
本体色はピンク。生産数量限定品。
SCPH-79000 CB
2007年7月1日発売、16,000円
本体はSCPH-77000の約900 gから約600 gに、ACアダプターは約350 gから約250 gに軽量化された。
初期型PS3ではメインメモリが分割されていたが、このモデルからEE+GSとメインメモリがワンパッケージ化されている。ディスクドライブ付近のフレキケーブルに物理的対策が行われた。

#### SCPH-90000系

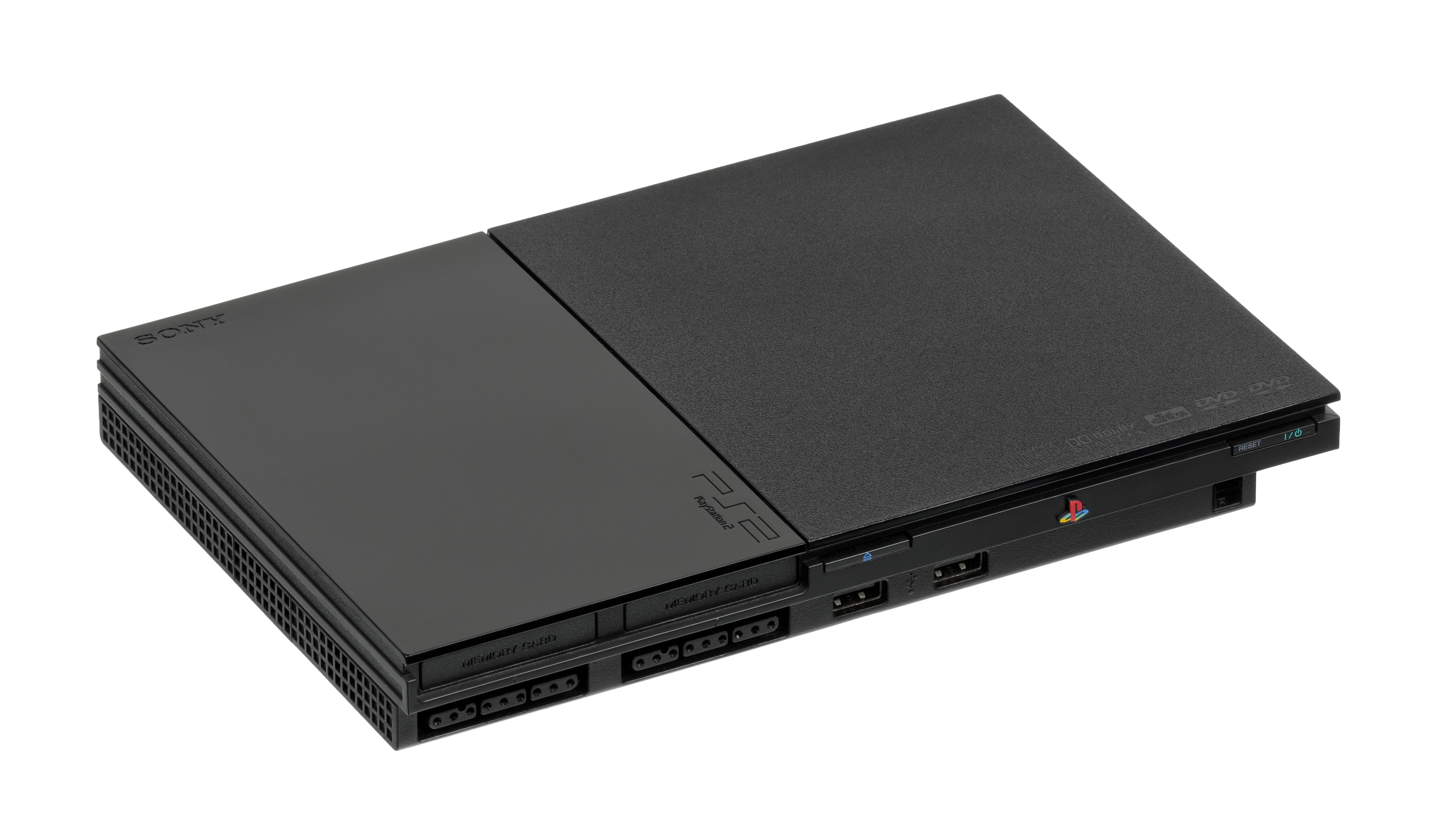
北米版SCPH-90001の本体

PS2の最終モデル。機能はSCPH-70000系とほぼ同じで、周辺機器も同じものが使用できる。消費電力は約35 W。本体のサイズはSCPH-70000系とほぼ同じだが、PS2のデザイン上の特徴であった凸凹状の意匠が前面部からは無くなった。型番はSCPH-9XXXY。
SCPH-90000 CB, CW, SS
2007年11月22日発売、16,000円
ACアダプター部分が内蔵され、SCPH-50000系以前と同様に通常の電源ケーブルのみで使用できるようになった。
重量は約720 gで、SCPH-79000の本体とACアダプターを合わせた重量である600 g+250 gよりも軽い。
本体色はチャコール・ブラック、セラミック・ホワイト、サテン・シルバーの3色が同時発売。
2009年3月をもって、セラミック・ホワイトとサテン・シルバーが生産終了。コントローラ、メモリーカードもチャコール・ブラック以外の色がすべて生産終了し店頭在庫限りの販売となった。
SCPH-90000 CR
2008年7月3日発売、16,000円
本体色はシナバー・レッド。この色がPS2最後の追加色であった。このモデルと2008年に改良されたCB,CW,SSモデルはメモリーカードを使用したCFWのバックドアが対策されている。

#### 開発向け
一般向けには販売が行われていない開発・検証機も存在した。ゲーム開発会社、流通、出版社などの業務上必要と認められた一部の会社に販売された。「Debugging Station」。主な仕様の違いとしては、バックアップCD、DVDの起動、民生向けでは設定できない設定の変更、本体ロゴの違い（ロゴが「PS2」から「TEST」と表記されている）が挙げられる。またPSの開発機に存在したNTSC/PAL規格の切り替え機能は搭載されておらず、本体色についても民生向けと同一となった。
その性能から譲渡・転売は認められておらず、万が一の流出時には本体のシリアル番号から流出元が特定できる仕組みとなっている。
DTL-T10000
SCPH-10000系に該当。通常のPS2とは大幅に外見が異なり、3倍以上の大きさがある。
DTL-H10000
SCPH-10000系に該当。基本機能は市販モデルと変化が少なく、市販品と比べてもコントローラーの○×ボタンによる決定/キャンセルの切り替え有無、バックアップ起動可否の違い程度しか存在しない。
DTL-H30000
SCPH-30000系に該当。本型番よりDVD再生機能が削除され、より開発機寄りとなった。(正確にはDVD再生チップが非搭載のため再生自体が行えない)
DTL-H50000
SCPH-50000系に該当。DTL-H10000にて開発されたゲームの一部において、SCPH-30000以降の型番でプレイした際に正常に動作しない場合がある不具合が発覚。以降のゲームは本機器による動作確認が必須となった。
DTL-H70000
SCPH-70000系に該当。本型番より開発機も薄型モデルへと変更されたが、それ以前の型番と仕様自体に違いが無く、またPlayStation 3の登場も目前に迫っていた時期であり、流通は非常に少ない。

### 互換機
- PSX（DESR-5000）とリモコンとDUALSHOCK 2のコントローラ
- PlayStation 3（CECHA01）とDUALSHOCK 3・SIXAXISのコントローラ
- KDL-22PX300

#### PSX
ソニーから、アナログ放送録画機能とDVDプレーヤーと家庭用ゲーム機（PlayStation・PlayStation 2互換機）のハイブリッドレコーダー「PSX」（160GBモデルではDESR-5X00・250GBモデルではDESR-7X00）が，2003年12月に日本で発売された。なお、HDD機能はPlayStation BB Unitも内蔵（DESR-5000・DESR-5100のみ・DESR-7000・DESR-7100のみ）。
PlayStation BBへの全機能の対応を謳っていた製品であったが、DESR-X500モデル以降は非対応となった。

#### PlayStation 3 (20GB/60GBモデル)
ソニー・コンピュータエンタテインメントが2006年に発売した家庭用ゲーム機PlayStation 3（CECHA00・CECHB00および日本未発売のC00,E00）はPlayStation・PlayStation 2と互換性を持つ。オンライン機能はイーサネットも搭載し、HDD機能はPlayStation BB Unitも一部作品でのみ内蔵し、セーブデータについてはPS3用メモリーカードアダプターでPS/PS2用のメモリーカードを用意してデータを転送し、「仮想メモリーカード」をあらかじめ用意したうえでプレイする必要がある。CECHH00以降のモデルではPS2用の仮想メモリーカードを用意してもプレイできないため意味がなく、アーカイブスの作品を遊ぶ場合でも仮想メモリーカードは使用不可。

#### 日本未発売品
KDL-22PX300は2010年12月3日欧州で発売。BRAVIAのテレビにPS2本体の形状を変更して合体させたもの。

### 各モデル比較
| 型番          | 発売月                                                    | 本体色 | 質量                                           | 搭載機能 |
| ------------- | --------------------------------------------------------- | --- | ---------------------------------------------- | --- |
| SCPH-10000    | 日 2000年3月                                              | チャコール・ブラック | 2.4 kg                                         | - i.LINK - PCカードスロット（イーサネット＋HDDの搭載） - DVDプレーヤー バージョン1.00(1.01)（ユーティリティディスクとメモリーカード(PS2)が必須） - DVDプレーヤーの起動にプレーヤーのデータを入れたメモリーカード(PS2)が必須                |
| SCPH-15000    | 日 2000年6月                                              | チャコール・ブラック | 2.4 kg                                         | - DVDプレーヤー バージョン1.01（同梱しているユーティリティディスクのDVDプレーヤーがバージョン1.01に変更） - DVDプレーヤー バージョン1.00が起動しない対策 - DVDプレーヤーの起動にプレーヤーのデータを入れたメモリーカード(PS2)が必須        |
| SCPH-18000    | 日 2000年12月                                             | チャコール・ブラック | 2.4 kg                                         | - i.LINK - PCカードスロット（イーサネット＋HDDの搭載） - DVDプレーヤー バージョン2.00 |
| SCPH-30000    | 米 2000年10月 欧・豪 2000年11月 日 2001年4月 韓 2002年2月 | チャコール・ブラック | 2.2 kg                                         | - ディスクドライブ内レーザーの耐久性が全体的に増加、海外の最初期型 - i.LINK - エクスパンションベイ（イーサネット＋HDDの搭載） - モデルの途中で消費電力が減少したものも発売 - DVDプレーヤー バージョン2.02                                  |
| SCPH-35000 GT | 日 2001年6月8日                                           | チャコール・ブラック | 2.2 kg                                         | - グランツーリスモ3同梱版、変更点なし |
| SCPH-37000    | 日 2002年7月                                              | オーシャン・ブルー ゼン・ブラック | 2.2 kg                                         | - DVDプレーヤー バージョン2.12 - 消費電力の減少 |
| SCPH-39000    | 日 2002年11月                                             | チャコール・ブラック シルバー SAKURA AQUA                                                                                              | 2.2 kg                                         | - DVDプレーヤー バージョン2.14 |
| SCPH-50000    | 日 2003年5月                                              | チャコール・ブラック ミッドナイト・ブルー トイザらスサテンシルバー ミッドナイト・ブラック セラミック・ホワイト SAKURA パール・ホワイト | 2.0 kg                                         | - エクスパンションベイ（イーサネット＋HDDの搭載） - DVDプレーヤー バージョン3.00 - リモコン受光部およびトレイのリモコン開閉、電源のオンオフをリモコンで可能に - DVDプレーヤーのプログレッシブ出力 - DVD-R, DVD-RW, DVD+R, DVD+RWの読み込み |
| SCPH-55000    | 日 2003年12月                                             | GT:セラミック・ホワイト GU:百式ゴールド                                                                                                | 2.0 kg                                         | - エクスパンションベイ（イーサネット＋HDDの搭載） - DVDプレーヤー バージョン3.00 - リモコン受光部およびトレイのリモコン開閉、電源のオンオフをリモコンで可能に - DVDプレーヤーのプログレッシブ出力 - DVD-R, DVD-RW, DVD+R, DVD+RWの読み込み |
| SCPH-70000    | 日 2004年11月                                             | チャコール・ブラック セラミック・ホワイト                                                                                              | 1.25 kg 0.9 kg（本体） 0.35 kg（ACアダプター） | - DVDプレーヤー バージョン3.10 - リモコン受光部（リモコンによるトレイ開閉不可） - DVDプレーヤーのプログレッシブ出力 - DVD-R, DVD-RW, DVD+R, DVD+RWの読み込み - 電源外付け、ACアダプター必須 - イーサネット                                 |
| SCPH-75000    | 日 2005年11月                                             | サテン・シルバー | 1.25 kg 0.9 kg（本体） 0.35 kg（ACアダプター） | - 基板の大幅変更による一部ソフトでの不具合発生 |
| SCPH-77000    | 日 2006年9月                                              | チャコール・ブラック セラミック・ホワイト サテン・シルバー                                                                             | 1.25 kg 0.9 kg（本体） 0.35 kg（ACアダプター） | - 75000型で不具合が起きたソフトの一部修正 |
| SCPH-79000    | 日 2007年7月                                              | チャコール・ブラック セラミック・ホワイト サテン・シルバー                                                                             | 0.85 kg 0.6 kg（本体） 0.25 kg（ACアダプター） | - DVDプレーヤー バージョン3.11 - 光学ドライブのフレキシブルケーブル形状の変更 - 消費電力の減少によるACアダプターの変更 |
| SCPH-90000    | 日 2007年11月                                             | チャコール・ブラック セラミック・ホワイト サテン・シルバー シナバー・レッド                                                            | 0.72 kg                                        | - DVDプレーヤー バージョン3.11 - リモコン受光部 - 電源が内蔵に戻される - DVDプレーヤーのプログレッシブ出力 - DVD-R, DVD-RW, DVD+R, DVD+RWの読み込み - イーサネット - 2008年以降のモデルではメモリーカードによるCFWブートが対策             |

#### 本体機能
| SCPH-          | SCPH-              | 10000系         | 30000系         | 50000系         | 70000系      | 90000系      |
| -------------- | ------------------ | --------------- | --------------- | --------------- | ------------ | ------------ |
| i.LINK         | i.LINK             | 搭載            | 搭載            | なし            | なし         | なし         |
| ディスクトレイ | ディスクトレイ     | 電動            | 電動            | 電動            | シェルトップ | シェルトップ |
| 電源           | 電源               | 内蔵            | 内蔵            | 内蔵            | 外付         | 内蔵         |
| PlayStation BB | HDD接続            | 対応 （外付型） | 対応 （内蔵型） | 対応 （内蔵型） | 非対応       | 非対応       |
| PlayStation BB | イーサネット       | ○ （別売）      | ○ （別売）      | ○ （別売）      | 内蔵         | 内蔵         |
| DVD            | リモコン受光部     | 外付 （別売）   | 外付 （別売）   | 内蔵            | 内蔵         | 内蔵         |
| DVD            | DVDプレーヤー      | ※               | ○               | ○               | ○            | ○            |
| DVD            | プログレッシブ出力 | 非対応          | 非対応          | ○               | ○            | ○            |
| DVD            | -R, -RW読込        | △               | △               | ○               | ○            | ○            |
| DVD            | +R, +RW読込        | △               | △               | ○               | ○            | ○            |

- ゲームのプログレッシブ出力には全モデルで対応している。プログレッシブ出力対応ソフトでゲーム内のオプション設定、もしくはゲーム起動時に隠しコマンドの入力[注釈 33]をすることで、プログレッシブ出力設定をする必要がある。インターレース出力のみに対応するソフトもある。

#### システムバージョン
| SCPH-                                | 10000        | 15000       | 18000       | 30000       | 37000       | 39000       | 50000       | 55000       | 70000 | 75000 | 77000 | 79000 | 90000 |
| ------------------------------------ | ------------ | ----------- | ----------- | ----------- | ----------- | ----------- | ----------- | ----------- | ----- | ----- | ----- | ----- | ----- |
| ブラウザ                             | 1.00 (2.00)  | 1.00 (2.00) | 1.20 (2.00) | 1.20 (2.00) | 1.20 (2.00) | 1.20 (2.00) | 1.40 (2.00) | 1.40 (2.00) | 1.40  | 1.40  | 1.40  | 1.40  | 1.40  |
| CDプレーヤー                         | 1.00 (1.30)  | 1.00 (1.30) | 1.20 (1.30) | 1.20 (1.30) | 1.20 (1.30) | 1.20 (1.30) | 2.00 (1.30) | 2.00 (1.30) | 2.00  | 2.00  | 2.00  | 2.00  | 2.00  |
| PlayStationドライバー                | 1.00         | 1.00        | 1.01        | 1.01        | 1.01        | 1.01        | 1.02        | 1.02        | 1.02  | 2.00  | 2.00  | 2.00  | 2.00  |
| DVDプレーヤー （本体内蔵バージョン） | (1.00, 1.01) | (1.01)      | 2.00        | 2.02, 2.10  | 2.12, 2.14  | 2.14, 2.16  | 3.00, 3.02  | 3.02        | 3.10  | 3.11  | 3.11  | 3.11  | 3.11  |

- PlayStationドライバー以外はアップデート用のディスクが用意されている。

1. ↑   18000のみDVDプレーヤーを内蔵。10000/15000は同梱の『ユーティリティディスク』からDVDプレーヤーをメモリーカードにインストールする必要がある。
2. ↑  非対応とはされていないが、読み込めることは保証されていない。
3. 1 2 3 4 5 6  別売の『HDDユーティリティディスク』を導入した場合。
4. ↑  1.00に不具合が見つかったため、途中から1.01に差し替えられた。
5. 1 2  同梱の『ユーティリティディスク』からインストールできるバージョン。

| 番号 | 地域                             | 信号  | DVD | 管轄     |
| ---- | -------------------------------- | ----- | --- | -------- |
| 00   | 日本                             | NTSC  | 2   | SCEJ     |
| 01   | 北アメリカ                       | NTSC  | 1   | SCEA     |
| 02   | オーストラリア、ニュージーランド | PAL   | 4   | SCEE     |
| 03   | イギリス、ヨーロッパ             | PAL   | 2D1 | SCEE     |
| 04   | ポーランド                       | PAL   | 2   | SCEE     |
| 05   | 韓国                             | NTSC  | 3   | SCE Asia |
| 06   | 中国                             | NTSC  | 3   | SCE Asia |
| 07   | 台湾、香港                       | NTSC  | 3   | SCE Asia |
| 08   | ロシア                           | SECAM | 5   | SCEE     |

アップデート
PlayStation BB Unit発売前である2001年7月19日発売のHDDユニットに同梱された『HDDユーティリティディスク』を使うことで、ブラウザはバージョン2.00、CDプレーヤーはバージョン1.30にアップデートすることができ、以下の内容に変更される。
- バージョン一覧の下にMACアドレスの項目が追加
- ブラウザにCD/DVDとメモリーカードに加え「HDD」が表示されるようになる

ただし『HDDユーティリティディスク』は後継の『PlayStation BB Navigator』の展開に伴い販売が停止されたうえ、ブラウザのバージョンが1.xx台で上がっているPS2自体の新モデルが発売されているため、バージョンの数字の大きさと新旧関係は一致しない。
DVDプレーヤーもDVDリモコンなどに同梱されたり単体で販売されている『DVDプレーヤー』、『HDDユーティリティディスク』、『PlayStation BB Navigator』などを用いて、本体内蔵のものより新しいバージョンにアップデートすることができる。

## 周辺機器

### SCE純正
- DUALSHOCK 2
- メモリーカード
- AVケーブル
- マルチタップ
- DVDリモートコントローラ
- PS2 Linuxキット
- Eyetoy
- ネットワークアダプター

一部の周辺機器は初代PlayStation用のものが流用できる。
| 型番                   | 名称                                                        | 発売日                                                                       | 備考 |
| ---------------------- | ----------------------------------------------------------- | ---------------------------------------------------------------------------- | --- |
| SCPH-10010             | アナログコントローラ DUALSHOCK 2                            | 2000年3月4日                                                                 | 見かけはDUALSHOCKとあまり変わりはないが、ボタンにもアナログ入力機能があり、押す際の圧力を感知して入力具合を検知する機能を搭載しているのが最大の相違点。PS2用ソフトの大半がDUALSHOCK 2専用なので基本的に常用となるが、旧PSのゲームをプレイする際に不具合が発生するものもある。DUALSHOCKとの外見上の違いは、本体上部にDUALSHOCK 2と青色で記してあるかである。本体に1つ同梱。分解はPS1用コントローラーと同様難易度が高い。 |
| SCPH-10020             | メモリーカード (8MB)                                        | 2000年3月4日                                                                 | PS2のゲームのセーブデータを保存しておくための補助記憶装置。PS用メモリーカードと大きさ、形状はほぼ同一であるが、PS用と違って角張った形状である。ただし、PS用との差別化のため、「PlayStation 2 8MB」のプリントがされている。本体の改造では、基本的にメモリーカードのデータの改造をトリガーにする場合が多い。 見た目はほぼ同じだが、メモリーカードの挿入側の切り欠き部分が異なっており、PS本体のメモリーカードスロットに挿入しようとしても物理的に挿入できない構造となっている。 PS用メモリーカード（128KB）と比べて、大容量化およびブロック制の廃止、メモリーカードの読み書きの高速化、ソニーの著作権保護技術であるマジックゲートの搭載といった特徴を持つ。また、オンラインゲームの起動に関わる重要なセーブデータやDVDプレイヤーのデータの保存先にもなる。 セーブデータ自体にコピーを制限するフラグを付加できるようになっている（ムーブは可能なものと不可能なものが存在）。PS3のメモリーカードアダプターでも使用可能。 |
| SCPH-10030             | AVケーブル 2.5m                                             | 2000年3月4日                                                                 | 音声・映像を出力するためのケーブル。コンポジット映像端子付きのテレビで利用できる。 本体に同梱。PSと共用。 後継はSCPH-10500。 |
| SCPH-10040             | 縦置きスタンド                                              | 2000年3月4日                                                                 | SCPH-10000/30000/50000シリーズ用。 本体を縦置きにする際に載せるための台。本体を縦置きにした際の安定性を向上させることができる。 |
| SCPH-10050             | 電源コード                                                  | 2000年3月4日                                                                 | 本体に同梱。 2Pメガネ型のコネクタが付いた電源ケーブル。 PSと共用。 |
| SCPH-10060             | S端子ケーブル 2.5m                                          | 2000年3月4日                                                                 | 音声・映像を出力するためのケーブル。S端子付きのテレビで利用できる。 PSと共用。 |
| SCPH-10070             | RFUアダプターキット                                         | 2000年3月4日                                                                 | SCPH-1120の改良型。 チャンネル切替スイッチがAVマルチ端子側からRF端子側へと改良されており、RF端子の形状も変えられている。 PSと共用。 |
| SCPH-10080             | AVアダプター                                                | 2000年3月4日                                                                 | コンポジット映像端子とAVマルチ端子が付いたアダプタ。 後継はSCPH-10130。 |
| SCPH-10090             | マルチタップ                                                | 2000年3月4日                                                                 | PlayStation 2規格ソフトを3人以上でプレイする際に使用する。PlayStation規格ソフトには使用できない。SCPH-10000/30000/50000シリーズ用。 SCPH-70000シリーズ以降では使用できないため、SCPH-70120が必要。 |
| SCPH-10100             | コンポーネントAVケーブル 2.5m                               | 2000年3月4日                                                                 | 音声・映像を出力するためのケーブル。コンポーネント入力端子付のテレビで利用できる。 |
| SCPH-10110             | 横置きスタンド                                              | 2000年3月4日                                                                 | SCPH-10000/30000/50000シリーズ用。 本体を横置きにする際に載せるための台。縦置きスタンドと同様の意匠がほどこされているが、縦置きスタンドと違ってすでに横置きであるため安定性を向上させる効果はない。 |
| SCPH-10120             | AVマルチケーブル                                            | 発売中止                                                                     | RGB接続用のケーブル。VMC-AVM250と同等品。 |
| SCPH-10130             | AVアダプター（S映像出力端子付き）                           | 2000年10月12日                                                               | コンポジット映像端子とAVマルチ端子とS端子が付いたアダプタ。 SCPH-10080の後継。 |
| SCPH-10142             | EURO-AV Cable                                               | 2001年1月1日                                                                 | 音声・映像を出力するためのケーブル。SCART端子付きのテレビで利用できる。日本未発売。 |
| SCPH-10150             | DVDリモートコントローラ                                     | 2000年12月8日（SCPH-18000付属として） 2000年12月22日（SCPH-10170付属として） | SCPH-10000/30000シリーズ用。 SCPH-50000以降のシリーズにはリモコン単体のSCPH-10420を使用する。単四乾電池2本必要。 |
| SCPH-10160             | IRレシーバー                                                | 2000年12月8日（SCPH-18000付属として） 2000年12月22日（SCPH-10170付属として） | SCPH-10000/30000シリーズ用。 SCPH-50000以降のシリーズにはリモコン受光部が内蔵されているため不要。 |
| SCPH-10170             | DVDリモートコントローラキット                               | 2000年12月22日                                                               | DVDリモートコントローラ (SCPH-10150) とIRレシーバー (SCPH-10160) のセット。 SCPH-50000以降のシリーズにはリモコン単体のSCPH-10420を使用するが、リモコンは両型番とも使用可能。 |
| SCPH-10180 SCPH-10180K | 携帯電話接続ケーブル                                        | 2001年3月29日                                                                | 本体とiモード携帯電話との接続に使用するケーブル。 |
| SCPH-10190             | ネットワークアダプター（Ethernet） （PC CARDタイプ）        | 2001年7月19日                                                                | SCPH-10000シリーズ用。 SCPH-10210に同梱。 |
| SCPH-10200             | 外付型ハードディスクドライブ用ACアダプタ                    | 2001年7月19日                                                                | SCPH-10000シリーズ用。 外付型ハードディスクドライブユニットに同梱。 |
| SCPH-10210             | ハードディスクドライブユニット （外付型 40GB）              | 2001年7月19日                                                                | SCPH-10000シリーズ用。 |
| SCPH-10220             | 縦置きスタンド （外付型ハードディスクドライブ対応）         | 2001年7月19日                                                                | SCPH-10000/30000/50000シリーズ用。 本体を縦置きにする際に載せるための台。本体を縦置きにした際の安定性を向上させることができる。 SCPH-10040の後継であり、外付け型HDDユニットを本体の横に立てられるように横幅の調整が可能になっている。 |
| SCPH-10230             | USB マウス                                                  | 2001年9月20日                                                                | PS2のロゴが入ったUSB接続のボール式3ボタンマウス。 |
| SCPH-10240             | USB キーボード                                              | 2001年9月20日                                                                | PS2のロゴが入ったUSB接続のメンブレンキーボード。 |
| SCPH-10250             | ネットワークアダプター（Ethernet） （EXPANSION BAYタイプ）  |                                                                              | SCPH-30000/50000シリーズ用。 SCPH-10350と内容は同じ。 |
| SCPH-10260             | ハードディスクドライブユニット （EXPANSION BAYタイプ 40GB） | 2001年7月19日                                                                | SCPH-30000/50000シリーズ用。 |
| SCPH-10270K            | LinuxKit                                                    | 2001年5月9日                                                                 | →詳細は「 PS2 Linux 」を参照 |
| SCPH-10320             | D-sub15ピン変換ケーブル                                     | 2001年5月9日                                                                 | SCPH-10270に同梱。 |
| SCPH-10330             | D端子ケーブル 2.5m                                          | 2002年7月25日                                                                | 音声・映像を出力するためのケーブル。D端子付きのテレビで利用できる。 |
| SCPH-10350             | ネットワークアダプター（Ethernet） （EXPANSION BAYタイプ）  | 2003年6月12日                                                                | SCPH-30000/50000シリーズ用。 SCPH-10250と内容は同じ。 |
| SCPH-10390             | PlayStation BB Unit （外付型 40GB）                         | 2002年5月頃                                                                  | SCPH-10000シリーズ用。 ロゴが「PS2」から「Hdd」と表記されている。2002年5月頃から提携のISPで販売を開始した。 |
| SCPH-10400             | PlayStation BB Unit （EXPANSION BAYタイプ 40GB）            | 2003年6月12日                                                                | SCPH-30000/50000シリーズ用。 |
| SCPH-10420             | DVDリモートコントローラ                                     | 2003年5月15日                                                                | SCPH-10150の後継品。ディスクトレイの開閉ボタンと電源ボタンが追加された。単四乾電池2本必要。 |
| SCPH-10480             | S端子ケーブル 3.0m                                          | 2006年12月7日                                                                | SCPH-10060の後継品。 |
| SCPH-10490             | コンポーネントAVケーブル 3.0m                               | 2006年12月7日                                                                | SCPH-10100の後継品。 |
| SCPH-10500             | AVケーブル 3.0m                                             | 2006年12月7日                                                                | SCPH-10030の後継品。 |
| SCPH-10510             | D端子ケーブル 3.0m                                          | 2006年11月22日                                                               | SCPH-10330の後継品。 |
| SCPH-20400             | ハードディスクドライブ （外付型 40GB）                      | 2003年6月12日                                                                | SCPH-10000シリーズ用 |
| SCPH-20401             | ハードディスクドライブ （EXPANSION BAYタイプ 40GB）         | 2003年6月12日                                                                | SCPH-30000/50000シリーズ用 |
| SCPH-70100             | ACアダプター                                                | 2004年11月3日                                                                | SCPH-70000シリーズ用 |
| SCPH-70110             | 縦置きスタンド                                              | 2004年11月3日                                                                | SCPH-70000シリーズ用。 本体を縦置きにする際に載せるための台。本体を縦置きにした際の安定性を向上させることができる。 これまでの縦置きスタンドと違い、円形でネジ止めするようになっている。 |
| SCPH-70120             | マルチタップ                                                | 2004年11月3日                                                                | SCPH-70000/90000シリーズ用。 SCPH-10090から若干薄型化しているほか、PS用ソフトにも対応している。 SCPH-50000シリーズ以前では使用できない（SCPH-10090が必要）。 |
| SCPH-79100             | ACアダプター                                                | 2007年7月1日                                                                 | SCPH-79000同梱 |
| SCPH-90110             | 縦置きスタンド                                              | 2007年11月22日                                                               | SCPH-90000シリーズ用。 本体を縦置きにする際に載せるための台。本体を縦置きにした際の安定性を向上させることができる。 SCPH-70110とは違い、従来の差し込む形に戻された。 |
| SCJH-10001             | EyeToy                                                      | 2004年2月11日                                                                | マイク付きWebカメラ。 |
| SCPH-110               | アナログコントローラ DUALSHOCK                              | 2000年7月7日                                                                 | PS one付属のコントローラ。 基本のボディカラーは本体に合わせた白。コネクタ部分は丸みを帯びている。 |
| SCPH-1010              | コントローラ                                                | 1994年12月3日                                                                | SCPH-1000/3000シリーズの本体に付属。デジタル入力のみのコントローラ。PlayStation規格ソフトとの互換性でも接続することが可能。 |
| SCPH-1020              | メモリーカード                                              | 1994年12月3日                                                                | PlayStationのゲームのセーブデータを保存しておくための補助記憶装置。記憶媒体として1Mbit（128KB）のフラッシュメモリを採用している。保存領域は15ブロックだが、PS2のメモリーカード管理画面では消費容量が1ブロック辺り8KBで表示されている。それによると8KB（1ブロック）が未使用になるが、これはメモリーカード自身のデータ管理用の領域で1ブロック消費されているためであり、それも含めて16ブロック、128KBの記録領域がある。PSと上位互換性があるPS2・PS3でも使用可能。ただしPS4ではPSの上位互換性を取り除いたため使用できない。 |
| SCPH-1050              | RGBケーブル                                                 | 1995年3月17日                                                                | 音声・映像を出力するためのケーブル。RGB21ピン端子付きのテレビで利用できる。PlayStationと共用。 |
| SCPH-1070H             | マルチタップ                                                | 2000年9月14日                                                                | PlayStation規格ソフトを3人以上でプレイする際に使用する。PlayStation 2規格ソフトには使用できない。SCPH-10000/30000/50000シリーズ用。 |
| SCPH-1080              | コントローラ                                                | 1996年4月2日                                                                 | SCPH-5000シリーズの本体に付属。SCPH-1010の改良版。コードが長くなり、ノイズフィルターがついた。PlayStation規格ソフトとの互換性でも接続することが可能。 |
| SCPH-1090              | マウスセット（ロングケーブル）                              | 1998年5月7日                                                                 | PlayStation規格ソフト専用のボール式2ボタンマウス。SCPH-1030の改良版。マウスパッドもセットに含まれる。PlayStation 2規格ソフトには使用できない。 |
| SCPH-1150              | アナログコントローラ                                        | 1997年4月25日                                                                | アナログスティック2本と、振動機能を搭載している。のちに発売された「デュアルショック」と形状はほぼ同じだが、コントローラの振動機能に強弱の区別がない。SCPH-1110の互換モードを持っている。PlayStation規格ソフトとの互換性でも接続することが可能。 |
| SCPH-1200              | アナログコントローラ DUALSHOCK                              | 1997年11月20日                                                               | SCPH-7000/9000シリーズの本体に付属のコントローラ。SCPH-1150にあったSCPH-1110互換モードは省かれた。PlayStation規格ソフトとの互換性でも接続することが可能。 |
| 型番                   | 名称                                                        | 発売日                                                                       | 備考 |

### ソニーグループ
AVマルチケーブル
専用のAVマルチ端子を搭載した一部のWEGAに向け、信号劣化の少ない映像出力ができる。本来PS用の周辺機器だが、PS2でも使用可能。ただし、DVDプレーヤーのバージョン1.01以降ではコピーガード回避に使われるのを避けるためにRGB信号による再生ができず、強制的にコンポーネント出力になる（再生不可能になる訳ではないが、緑がかった画像となり正常な色で再生できない。使用するWEGAのAVマルチ端子がコンポーネント映像信号に対応していれば視聴可能）。
RGBケーブル（RGB21ピン）
PS用のケーブルを転用、AVマルチケーブルと同様の現象が起こることがある。
popegg
ソニーマーケティングより2000年9月に発売されたプリンター。PS2とUSB接続してパソコン無しで印刷できる環境というのが売りだった。対応しているソフトは「Primal image For Printer」「PrintFan」「マイトアンドマジック」「COOL BOARDERS CODE ALIEN」「レイクマスターズEX」「カラリオはがきプリント」などが出されている。プレイステーション2に対応できるプリンターは「PM-760C」「PM-770C」「PM-780C」「PM-800C」「PM-820C」「PM-880C」「PM-900C」「PM-2200C」「PM-3000C」「PM-3300C」「PM-3500C」「PM-800DC」「PM-820DC」「CC-700」の14機種が挙げられている。
サイバーショット
ソニーマーケティングより発売のデジタルカメラ。PS2とUSB接続してゲームキャラクターの顔にデジタルカメラで撮った自分の顔を貼るといった使い方が可能だが、こちらも対応ソフトはそれほど出ていない。「ピクチャーパラダイス」というプレイステーション2用規格に対応したデジタルカメラに対応しているソフトと「ゴルフパラダイスDX」など画像取り込みに対応しているソフトが出されている。プレイステーション2に対応できるデジタルカメラは「DSC-P1」「DSC-F55V」「DSC-S50」「DSC-F505K」「DSC-F505V」「DSC-S70」「DSC-S30」「DSR-PC110」の8機種が挙げられている。また、PS2規格に非対応デジカメでも「USBメモリースティックリーダー/ライター」を使用する事でPS2に画像の転送が行える。「MSAC-US1」「MSAC-US5」
ヘッドマウントディスプレイ
ソニーより2002年9月に発売されたヘッドマウントディスプレイ。型番はPUD-J5A。
ヘッドアクショントラッカー機能付きのHMD。PlayStation.comでのみ販売。
対応ソフトは『エナジーエアフォース』『エナジーエアフォース aimStrike!』『エアフォースデルタ ブルーウィングナイツ』『SIDEWINDER V』。

## ソフトウェア
ローンチタイトルは『リッジレーサーV』『ストリートファイターEX3』など10タイトル。
CD-ROMが採用されたのは初期ゲーム、規格上容量があまり必要でない作品が中心であり、ゲームデータの複雑化・大容量化に伴って大多数のソフトがDVD-ROM、片面1層のDVD-ROMでは間に合わず2層ディスクや複数枚のディスクを採用したソフトもある。二層ディスクは日本のみで販売されたSCPH-1xxxxモデルのディスクドライブの耐久性を考慮したためか、ほとんど日本で発売されなかった。ごくまれにメタルギアソリッド2、エンター・ザ・マトリックスのように60Hz動作を非公開でサポートした作品も存在する。
2001年頃からソフトが出揃い始め、『鬼武者』（カプコン）が初のミリオンセラーに。7月には『ファイナルファンタジーX』（スクウェア）が200万枚以上を売り上げ、ソフト面でも初代PSからの世代交代を果たした。
そのほか「NEOGEOオンラインコレクション」「SEGA AGES 2500 シリーズ」「オレたちゲーセン族」などアーケードゲームの移植作品が発売された。
2008年に入ると、次世代機の普及、さらに日本の家庭用ゲーム市場が携帯ゲーム機中心にシフトした影響で、日本での全ゲームソフトに占めるPS2用ソフトの販売割合は10%未満まで減少した。SCEは同年7月発売でPSPからの移植である『ラチェット&クランク5 激突!ドデカ銀河のミリミリ軍団』を最後に、新作PS2用ソフトの発売を終了した。同様にPSNでもPS2向けの情報配信を終了した。
シェアの衰退に伴い新作ソフト数が減少する中、恋愛ゲームや萌えを意識した内容の作品はPS2で発売していたが、2009年には次世代ないし携帯ハードへの移行、もしくはマルチ展開を行うソフトが出始め、年内にほとんどのタイトルが移行した。女性向けの乙女ゲームは、同年までPS2単独で展開するソフトがほとんどだったが2010年、2011年には次世代ないし携帯ハードやPCへの移行、もしくはマルチ展開を行うソフトが出始め、ほとんどのタイトルが移行していた。
通常廉価版や、PS2用ソフトを含む商品（『ファイナルファンタジー 25th アニバーサリー アルティメットボックス』など）を除く新規ソフトの発売が途切れた2012年には、3月7日よりPS3・PSP・PS Vita向けのゲームアーカイブスでPS2タイトルのダウンロード配信が開始された。
2012年12月28日にPS2本体の製造が終了された直後の2013年3月27日には最後の新作ソフトとなる『ファイナルファンタジーXI アドゥリンの魔境』（スクウェア・エニックス）が発売された。海外では2013年9月19日のPES 2014が最終作である。新作ソフトの発売は2000年3月4日の発売から13年間続き、家庭用ゲーム機ではネオジオ、ゲームボーイに次ぐ長寿ハードとなった。
2014年12月17日には、初代の『ファイナルファンタジーXI』(FFXI) と同日発売で同じくオンライン専用ソフトだった『信長の野望Online』がオンラインサービス終了、PS3版およびPS4版に移行した。
2016年3月31日、PlayStation BBのサービスが終了。同時にFFXIのPS2でのサービスも終了した。

### レーティング
2002年6月にはコンピュータエンターテインメントレーティング機構（CERO）が設立され、家庭用ゲーム機向けゲームの共通レーティングが開始されたことで、ソフトのパッケージには「年齢区分マークとコンテンツアイコン」が表示されるようになった。これは対象年齢を決定して根拠となる表現を示しているが、ソフトの内容が説明されている物ではない。しかし表記された年齢以上をターゲットとしている表現内容が含まれている事を示している。レーティング機構から見た年齢区分マークの目的は時代によって変動するが当時の扱いはソフトを購入する際に活用する為のものでソフトの購入を規制するものとして重要視されていなかった。コンテンツアイコンは【恋愛】【セクシャル】【暴力】【恐怖】【飲酒・喫煙】【ギャンブル】【犯罪】【麻薬】【言葉・その他】のマークに区切られている。

## 広告
日本
発売前には「水泳をしている少年同士が、PS2を縦置きと横置きのどちらで設置するか話し合う」CMが存在した。
THE BLUE HEARTS「キスしてほしい」（SCPH-70000シリーズ発売時）
韓国
レイシー「Mickey」（SCPH-30005のみディザーと発売時）

## 不具合・互換性問題
シリーズ全体
正常に動作しないPS用ソフトが71タイトル確認されている。
SCPH-10000
- 2000年3月25日までに製造された125万台に同梱された『ユーティリティディスク』 Version 1.00 のDVDプレーヤーのプログラムに、リージョンコードの制限を無視して他リージョンのDVDビデオを再生できる不具合が見つかった。結果としてSCEは対策と不具合の修正を行った新バージョン（Version 1.01）に無償で交換することを発表した。郵送による交換対応のほか、全国のセブン-イレブンの店舗（2000年4月7日 - 21日）でも交換対応することとなった。
- SCPH-10000の発売後、同梱のPS2用メモリーカードのデータが壊れる不具合の報告が相次いだ。SCEはPS2用メモリーカードの不具合と発表し、無償交換に応じることとなった。その後発売されたSCPH-15000では、メモリーカードのリセット回路が改良されている。
- メモリーカードは部品の不足により製造の遅れがあり、本体に付属する分も不足していたため本体の出荷も当初予定していた100万台を下回る結果となり単品での販売も行われていない状況が続いていた。
- 2003年4月、同年2月発売の『スターオーシャン Till the End of Time』をSCPH-10000の一部機種でプレイした場合に操作不能となる事象があることが発表された。

SCPH-10000/15000
- 本体の型番がSCPH-10000系からSCPH-30000系に上がる際、動作仕様に変更があった。といっても、どちらも「仕様」通りに動作することには変わりがないが、10000系の本体には、一部仕様外の挙動をする箇所があった。初期に開発された一部のゲームが、この仕様外の挙動に依存したプログラムになっていたため、10000系の本体では問題なく動作するのに、30000系以降では不具合が生じてしまうという結果を招いた。なお、SCPH-30000の発売後に発売されたにもかかわらず、開発環境に10000系の本体を使用していたためか、10000系でのみ問題なく「制作側の意図したとおりに」動作し、その後の本体で不具合が生じるゲーム（メタルギアソリッド3など）がわずかに存在する。

SCPH-18000以降
SCPH-18000以降の本体では正常に動作しないPS2用ソフトが3本ある。
SCPH-70000
SCPH-70000 CBにおいて、過熱してしまう不良のあるACアダプターが見つかった。結果としてSCEは対策を行ったものに無償交換を発表した。
SCPH-75000以降
SCPH-75000以降において、正常に動作しないPS/PS2用ソフトが一部存在することが発表された。2006年9月15日に発売されたSCPH-77000シリーズにおいて、正常に動作しなかった一部PS2用ソフトの正常動作が確認された。

## 反響
DVDビデオの普及期に単なるゲーム機ではなく、DVDプレーヤーとして活用できるゲーム機として登場したことでDVDの普及に弾みを付けた。特に日本国内では話題作『マトリックス』のDVDソフトがPS2と同時期に発売されたことが相乗効果となり普及に貢献した。また、発売当初のメーカー希望小売価格である39,800円は既存のDVDプレーヤーと比べて安く、DVDプレーヤーの低価格化の火付け役となった。しかし、2000年当時は開発難易度からゲームのキラーソフトが登場せず、2001年以降に海外版モデルが発売され、キラーソフトが充実し始めたことにより本格的にゲームが売れ始めた。
本機が下位互換性を持たせたことで結果的に他社のゲーム機にも互換性が取り入れられることが増えた。
また、本機のSCPH-10000および周辺機器はデザインが評価され、2000年度のグッドデザイン賞を受賞している。
2024年、重要科学技術史資料（未来技術遺産）に登録された。

## 年表
- 1998年5月20日 - 翌日発売のVジャンプ7月号の創刊5周年記念のページにて堀井雄二のインタビューで次世代機の存在が明かされる[注釈 36]。
- 1999年
  - 2月17日 - 国際固体素子回路会議（英語版）におけるSCEと東芝の基調講演で、次世代ゲーム機向けの新型マイクロコントローラであるGraphics Synthesizerの開発に成功したと発表。
  - 3月2日 - 東京国際フォーラムで開催された「PlayStation Meeting 1999」において「次世代プレイステーション」として発表。LSIロジック社とプレイステーションとの互換を保つためのI/Oプロセッサを開発[94]。グラフィックシンセサイザの開発を発表[95]。EmotionEngineの開発を発表[96]。
  - 3月4日 - グラフィックシンセサイザ量産のため、新会社設立を発表[97]。EmotionEngine量産のため、東芝と合弁会社設立で基本合意[98]。
  - 5月24日 - 東芝と合弁会社設立[99]。
  - 6月8日 - 光学ディスク再生用の光集積デバイスの開発を発表[100]。
  - 7月26日 - グラフィックシンセサイザ量産のための新会社設立[101]。
  - 9月13日 - 正式名称「PlayStation 2」と日本市場での価格・発売日（2000年3月4日）を発表[102]。全世界で約200社とライセンス契約[103]。
- 2000年
  - 2月10日 - PlayStation 2にDVDビデオプレーヤーの搭載を発表[73]。
  - 2月24日 - PlayStation 2の業務用基板の供給を決定[104]。
  - 3月4日 - 日本でSCPH-10000発売。マスメディアも大々的に報道し社会現象に。発売直後、DVDプレーヤー機能にリージョンチェックを回避できる不具合が発覚。
  - 3月29日 - DVDプレーヤー機能にリージョンチェックを回避できる不具合、当時プレーヤーソフトはメモリーカードに記録しバージョンアップできる仕様となっており、出荷した全ての本体に対して自発的な回収に応じたユーザーを対象に『ユーティリティディスク』の交換による無償バージョンアップが行われた[26]。
  - 5月11日 - 北米での発売を発表[105]。
  - 6月8日 - HDDユニットの発売を発表[106]。
  - 8月4日 - 欧州での発売を発表[107]。
  - 10月26日 - 北米でSCPH-30001発売。
  - 11月28日 - 新型機SCPH-18000の発売を発表[108]。専用DVDリモコンの発売を発表[109]。
- 2001年
  - 3月12日 - PlayStation 2用の0.13ミクロンの新半導体で東芝と技術提携[110]。
  - 4月9日 - EXPANSION BAYを搭載した新型機SCPH-30000の発売を発表[111]。
  - 4月26日 - SCEがPS2をLinuxマシンとして利用可能とするPS2 Linuxを発売することを発表[112]。
  - 5月17日 - SCPH-35000 GTの発売を発表[30]。
  - 6月5日 - Javaの搭載を発表[113]。
  - 6月26日 - メモリーカードとアナログコントローラーのカラーバリエーションを発表[114]。
  - 6月28日 - SCPH-30000の価格改定を発表[115]。
  - 10月10日 - SCPH-30000の限定カラーモデルの発売を発表、出荷台数2000万台の達成を記念したもの[116]。
  - 11月26日 - アジア地域でSCPH-30006RおよびSCPH-30007Rの発売を発表[117]。SCPH-30000の値下げを発表[32]。
  - 12月11日 - PlayStation 2を使用したブロードバンドサービスの展開開始を発表[33]および著作権・セキュリティ保護のための認証システム「DNAS（英語版）」運用開始[118]。
- 2002年
  - 1月24日 - ソニー・コンピュータエンタテインメント・コリアを2001年12月3日に設立したことおよびSCPH-30005Rの発売を発表[119]。
  - 1月30日 - Linux Release 1.0の発売を発表[120]。
  - 2月13日 - PlayStation BBのサービス開始を発表[121]。
  - 2月22日 - 韓国でSCPH-30005発売。
  - 5月14日 - SCPH-30000の価格改定を発表[122]。
  - 6月24日 - D端子ケーブルSCPH-10330の発売[123]、メモリーカードとアナログコントローラーのカラーバリエーションの発売[124]および値下げ[125]を発表。
  - 7月1日 - SCPH-37000 L/Bの発売を発表[126]。
  - 11月18日 - SCPH-39000 RCの発売を発表[127]。
- 2003年
  - 1月30日 - SCPH-39000 S/SA/AQの発売を発表、世界生産出荷台数5000万台の達成を記念したもの[128]。
  - 4月14日 - i.LINK端子をPlayStation 2本体から取り除いた仕様のSCPH-50000の発売を発表[129]。
  - 4月21日 - EmotionEngineとグラフィックシンセサイザの1チップ化を発表[130]。
  - 5月14日 - SCPH-50000 MB/NH[131]、ネットワークアダプター（SCPH-10350）[132]、PlayStation BB Unit（SCPH-10400）[133]の発売を発表。
  - 11月4日 - SCPH-50000 NB[134]とSCPH-50000 MB/NHの値下げ[135]、SCPH55000 GT[136]、SCPH55000 GU[137]、周辺機器[138]、メモリーカードプレミアムシリーズ[139]の発売を発表。
  - 11月28日 - 中国でSCPH-50009の発売を発表[140]。
- 2004年
  - 2月5日 - メモリーカードプレミアムシリーズの発売を発表[141]。
  - 3月9日 - SCPH-50000 CW/SAの発売を発表[142]。
  - 3月16日 - 専用USBカメラ『EyeToy』の発売を発表[143]。
  - 6月1日 - メモリーカードプレミアムシリーズの発売を発表[144]。
  - 7月1日 - SCPH-50000 PWの発売を発表[40]。
  - 8月12日 - メモリーカードプレミアムシリーズの発売を発表[145]。
  - 9月21日 - EXPANSION BAYをPlayStation 2本体から取り除いた仕様の小型・軽量・薄型機SCPH-70000 CBの発売を発表[41]。
  - 10月7日 - メモリーカードプレミアムシリーズの発売を発表[146]。
  - 10月26日 - SCPH-70000 GTの発売[147]、SCPH-50000 MB/NHの値下げ[148]を発表。
  - 11月25日 -  SCPH-70000にEyeToyを同梱した、わくわく『アイトーイ』パック (SCJH-11001) の発売を発表[149]。
- 2005年
  - 2月28日 - SCPH-70000用ACアダプター (SCPH-70100) の発売を発表[150]。
  - 5月9日 - SCPH-70000 CWの発売を発表[43]。
  - 10月20日 - SCPH-75000 SSSの発売を発表[151]。
- 2006年
  - 1月6日 - SCPH-75000 FFの発売を発表[152]。
  - 9月5日 - 新モデルSCPH-77000の発売を発表[46]。
  - 11月1日 - SCPH-77000 SS/PKの発売を発表[153]。
- 2007年
  - 7月1日 - 本体重量を軽量化したSCPH-79000発売。
  - 11月6日 - SCPH-90000の発売を発表、更に軽量化され、ACアダプターが廃止され電源ユニットが内蔵に変更[48]。
- 2008年6月3日 - SCPH-90000 CRの発売を発表[49]。
- 2009年3月31日 - 北米・欧州での値下げを発表[50]。
- 2012年12月28日 - 日本国内における新品出荷を終了。
- 2014年3月31日 - PlayStation 2 SCPH-50000MB/NHおよび90000シリーズを除く機種で修理等のアフターサービス受付終了[154]。
- 2015年3月31日 - PlayStation 2 SCPH-50000MB/NHの修理等のアフターサービス受付終了[154]。
- 2016年3月31日 - PlayStation BBのサービス提供終了。
- 2018年8月31日 - SCPH-90000の修理等のアフターサービス受付終了[154]。